# Histoire de l'icône byzantine et orthodoxe
L’histoire de l'icône byzantine et orthodoxe est la description des processus historiques d'apparition et de développement de la peinture d'icônes dans le monde orthodoxe. L'icône est un genre de peinture, de nature religieuse par ses thèmes et ses sujets, cultuelle par sa signification, qui débute au haut Moyen Âge, voire dans l'Antiquité tardive, dans l'Empire romain d'Orient. L'icône religieuse a pour but d'être un lien entre le monde divin et le monde terrestre, durant la prière individuelle ou la liturgie chrétienne.
La culture artistique grecque byzantine est à l'origine de l'iconographie des actuelles nations de religion orthodoxe : Grèce, Chypre, Serbie, Monténégro, Macédoine, Bulgarie, Roumanie, Moldavie, Ukraine, Biélorussie, Russie, Géorgie, et des populations orthodoxes de Bosnie, d'Albanie, de Syrie, de Palestine, du Liban, d'Égypte et d'Éthiopie.

## Histoire de l'icône
La création d'images est apparue dès le début de l'art chrétien. La légende des premières icônes fait remonter cet art sacré à l'époque des apôtres, à Luc en particulier, considéré comme premier peintre d'icônes. C'est dans les catacombes romaines, à partir du IIe siècle au IVe siècle, que sont apparues les premières œuvres chrétiennes, consistant en peintures des murs avec des motifs symboliques ou narratifs. C'est là que se trouvent les premiers exemples de l'iconographie chrétienne.
Dès le IVe siècle, époque où l'Église est prudente à l'égard des représentations figurées, c'est dans les provinces orientales (Égypte, Syrie, Palestine) que les icônes deviennent une utilisation quasi païenne chez les fidèles (témoignage dans une vie apocryphe de saint Jean l'Évangéliste, IIe siècle). 
Or, c'est au milieu du VIe siècle que se développe le rôle des icônes dans la dévotion. Elles sont réalisées suivant la technique de la peinture à l'encaustique sur un support de peinture en bois, ce qui les rapproche de la peinture hellénistique-égyptienne appelée « portraits du Fayoum ». Une des plus anciennes icônes qui nous soient parvenues est celle du Christ Pantocrator, icône ayant survécu à la crise iconoclaste qui a frappé l'Empire byzantin du VIIIe au IXe siècle. Elle date du VIe siècle et se situe au monastère Sainte-Catherine, dans la péninsule du Sinaï. 
Le concile in Trullo (691-692) interdit la représentation symbolique du Sauveur et prescrit de ne le représenter que « suivant sa nature humaine. »
Au VIIIe siècle l'Église chrétienne traverse la période iconoclaste de l'histoire byzantine, qui influença toute la vie politique, culturelle et religieuse de l'époque. Proscrites et détruites dans la capitale Constantinople et dans les grandes villes, les icônes continuent à être produites seulement en province, à l'écart de la surveillance de l'empereur et de l'Église. L'élaboration de réponses aux iconoclastes, l'adoption du dogme de l'iconodulie lors du deuxième concile de Nicée (787) apportèrent une compréhension renouvelée de l'icône sur une base théologique mieux étayée, s'attachant à lier l'image au sens théologique des dogmes chrétiens.
La théologie de l'icône provoqua un développement important de l'art des icônes, notamment en élaborant des canons iconographiques conventionnels qui en ont standardisé les proportions, les couleurs, les postures, les types, les usages. En même temps, cette théologie se tourne vers la représentation de visages, qui révèlent une plus grande sensibilité à la fois physique et spirituelle vis-à-vis du modèle et de l'artiste. La tradition hellénistique a joué un rôle important, qui a modifié la conception chrétienne en cette matière.
La compréhension différente de l'icône à l'ouest et à l'est de l'Europe a mené à des développements diversifiés : l'icône a joué un rôle capital en Italie durant la période de la Renaissance mais elle est, peu à peu, évincée par la peinture du Quattrocento et la sculpture. En revanche, sur les territoires de l'Empire byzantin et dans les régions qui restent dans l'orbite de l'orthodoxie, l'icône se maintient, jusqu'à nos jours, selon les canons élaborés après la crise iconoclaste. Toutefois, plusieurs périodes différentes peuvent être distinguées : la « Renaissance macédonienne » dans la première moitié du XIe siècle, le « style de la période Kominovski » de 1059 à 1204, la « Renaissance Paléologue » au début du XIVe siècle.
L'icône diffuse du monde grec byzantin vers :
- le nord-ouest : Balkans, Carpates et Rus' de Kiev – sans la discontinuité figurée habituellement sur les cartes occidentales, car même si dans ces régions les populations dominantes pouvaient être catholiques (magyars) ou encore païennes (petchénègues, coumans), les populations non-dominantes (slaves, valaques) étaient pour leur part orthodoxes, comme en témoignent les chapelles troglodytiques des Carpates ou de Butuceni sur le Dniestr ;
- le nord-est : Géorgie du Caucase et Arménie (premier royaume officiellement chrétien ;
- le sud : Nobatie, Makurie, Alodie et Abyssinie, à partir de l'Égypte chrétienne ; ces régions développeront ultérieurement leur propre style d'icônes.

## Écoles et styles
Durant des siècles de nombreuses écoles nationales d'icône se sont formées qui ont suivi leur propre développement stylistique particulier.

### Empire byzantin
Les icônes grecques de la période byzantine sont les manifestations artistiques les plus nombreuses du monde chrétien oriental. L'Italie et en particulier la république de Venise subirent également cette influence. L'influence que Byzance a eue sur les peintures d'icônes dans ses périphéries (Balkans, Russie, Caucase, Égypte) est très importante, de même que l'apport local de ces régions qui créa de nouvelles tendances stylistiques.

#### Avant lapériode iconoclaste de l'Empire byzantin
Les plus anciennes icônes qui sont arrivées jusqu'à notre époque datent du VIe siècle. Elles conservent l'antique technique de la peinture à l'encaustique. Certaines d'entre elles conservent des traits particuliers du naturalisme antique créant l'illusion de vie, comme l'icône du Christ pantocrator et celle de l'apôtre Pierre du monastère Sainte-Catherine du Sinaï). Certaines suivent le langage artistique particulier des régions orientales sous influence byzantine : l'Égypte, la Syrie, la Palestine. L'expression était plus importante chez celles-ci que la connaissance exacte de la représentation de l'anatomie.

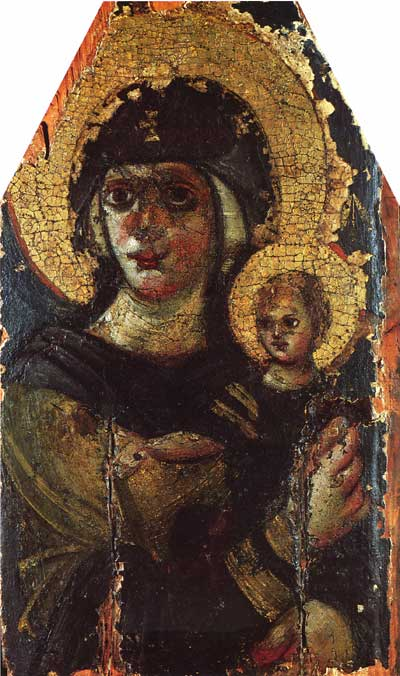
Notre-Dame à l'enfant. Encaustique. VIe siècle. Kiev. Musée B. Khanenko.
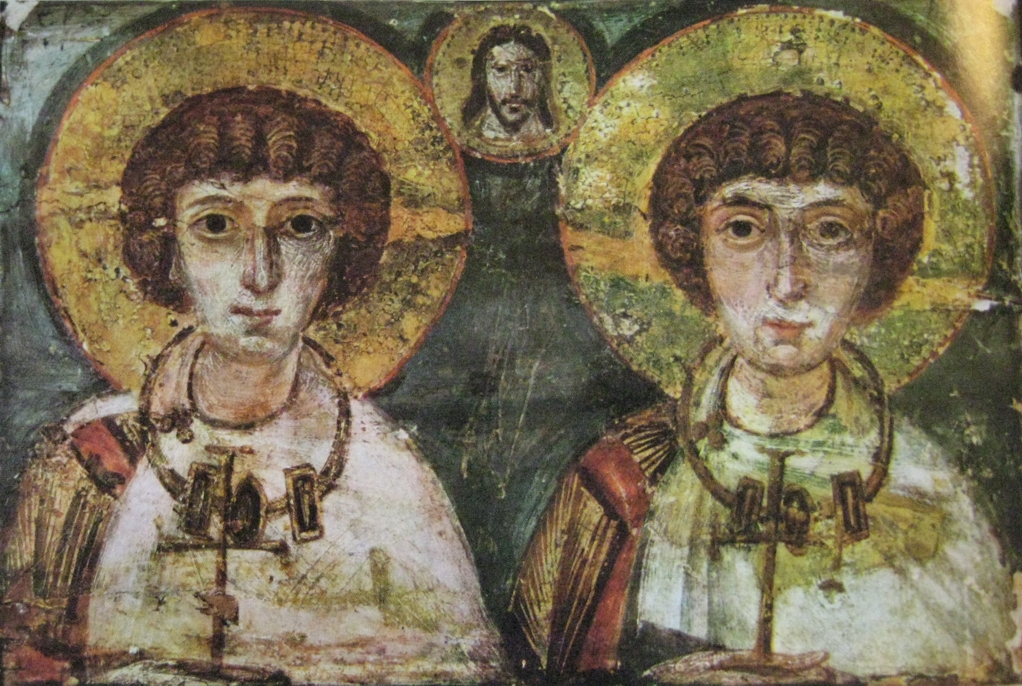
Martyrs Serge et Bakh. Encaustique. ⅴɪᵉ ou VIIe siècle. Monastère du Sinaï.
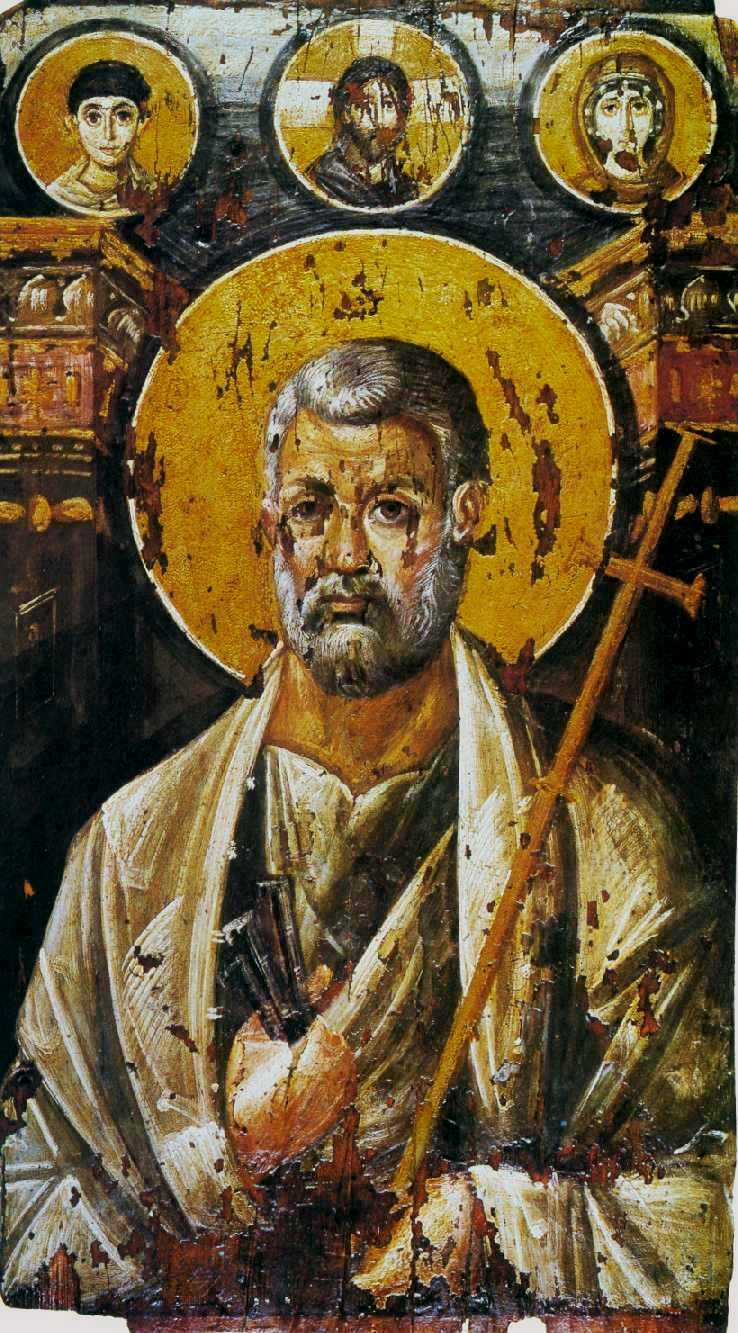
Apôtre Pierre. Encaustique. VIe siècle. Monastère du Sinaï.

C'est dans les mosaïques de la ville italienne de Ravenne que le processus évolutif des formes anciennes, leur spiritualisation par le christianisme peut être le mieux observé. Il s'agit du plus ancien ensemble chrétien et byzantin qui soit parvenu jusqu'à nous. Les mosaïques du Ve siècle (mausolée de Galla Placidia, baptistère des Orthodoxes) sont caractérisées par la vivacité des personnages, le modelage naturaliste, l'appareillage pittoresque des mosaïques. Les mosaïques de la fin du Ve siècle (baptistère des Ariens) et celles du VIe siècle (basilique Saint-Apollinaire-le-Neuf et basilique Saint-Apollinaire in Classe, basilique Saint-Vital) présentent des figures à plat, avec des drapés de vêtements raides, aux plis sévères. Les gestes et les poses des personnages sont figés et semblent disparaître dans la profondeur de l'espace. Les traits perdent leur individualité, l'appareillage de la mosaïque est traité sévèrement. La raison de cette évolution est la recherche d'une expression capable d'exprimer la doctrine chrétienne. 

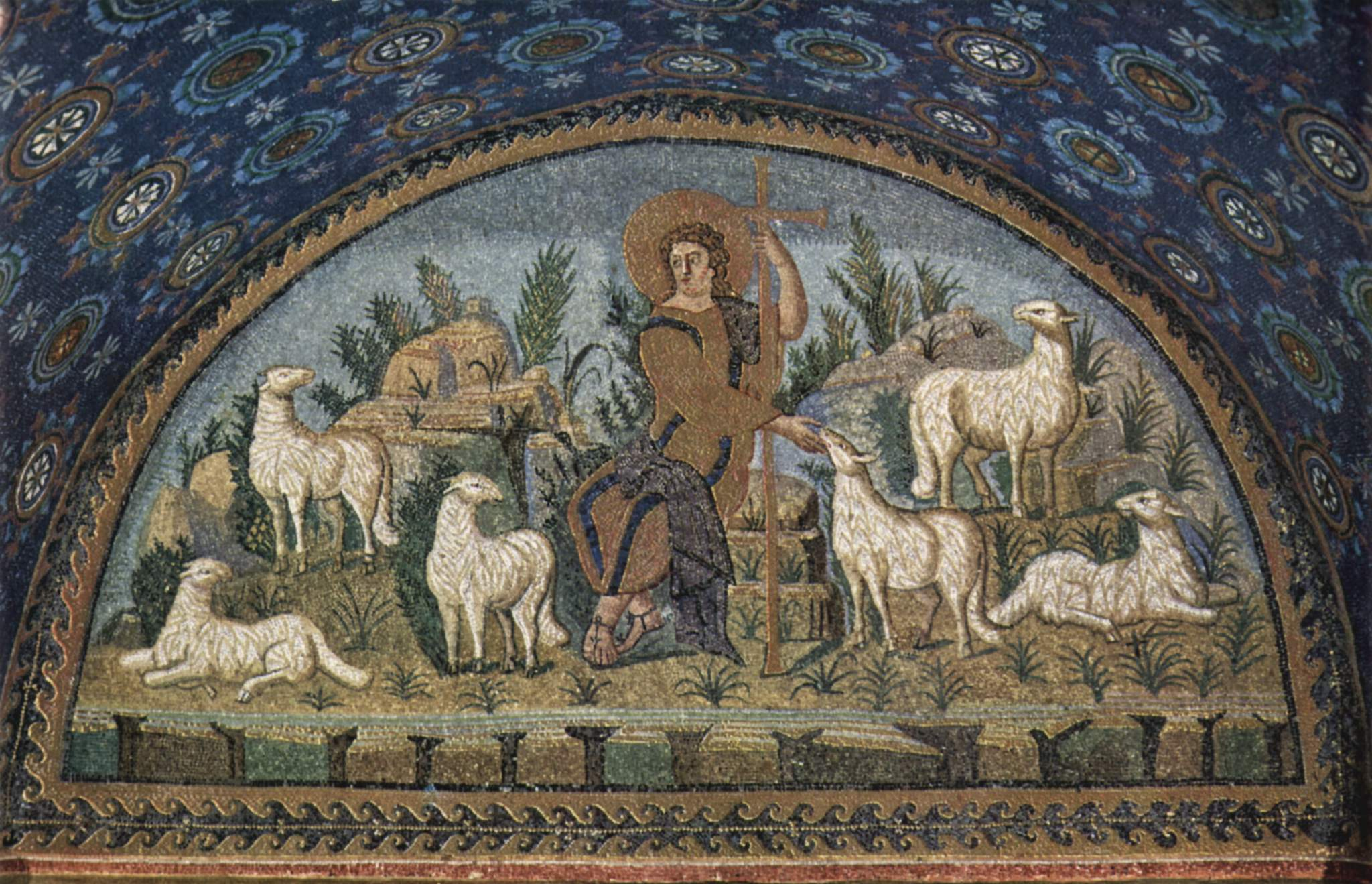
Mausolée Galla Placidia, Ravenne, Ve siècle.
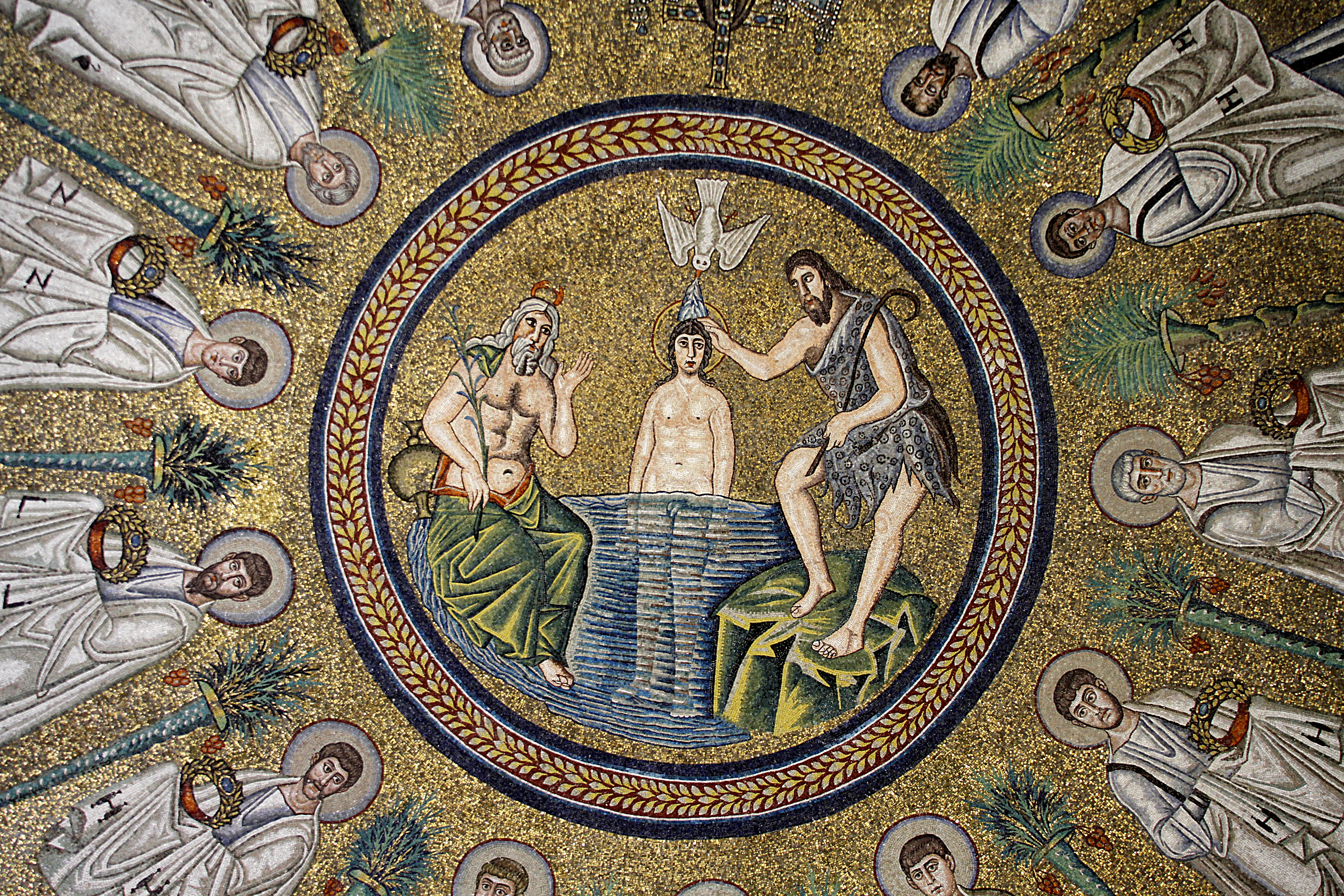
Baptême du Christ, Ariens, VIe siècle.
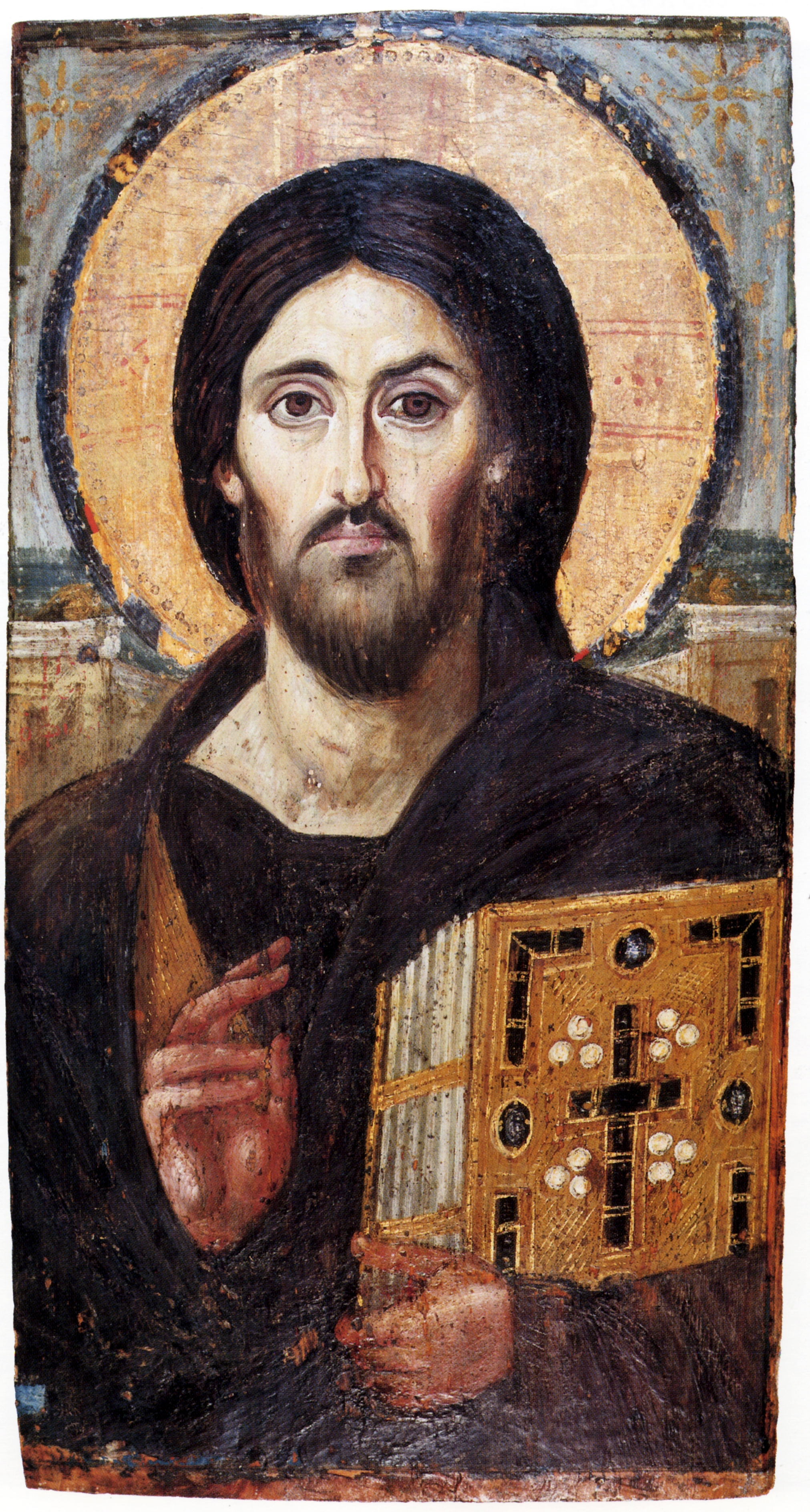
Christ pantocrator du monastère Sainte-Catherine du Sinaï, VIe siècle.
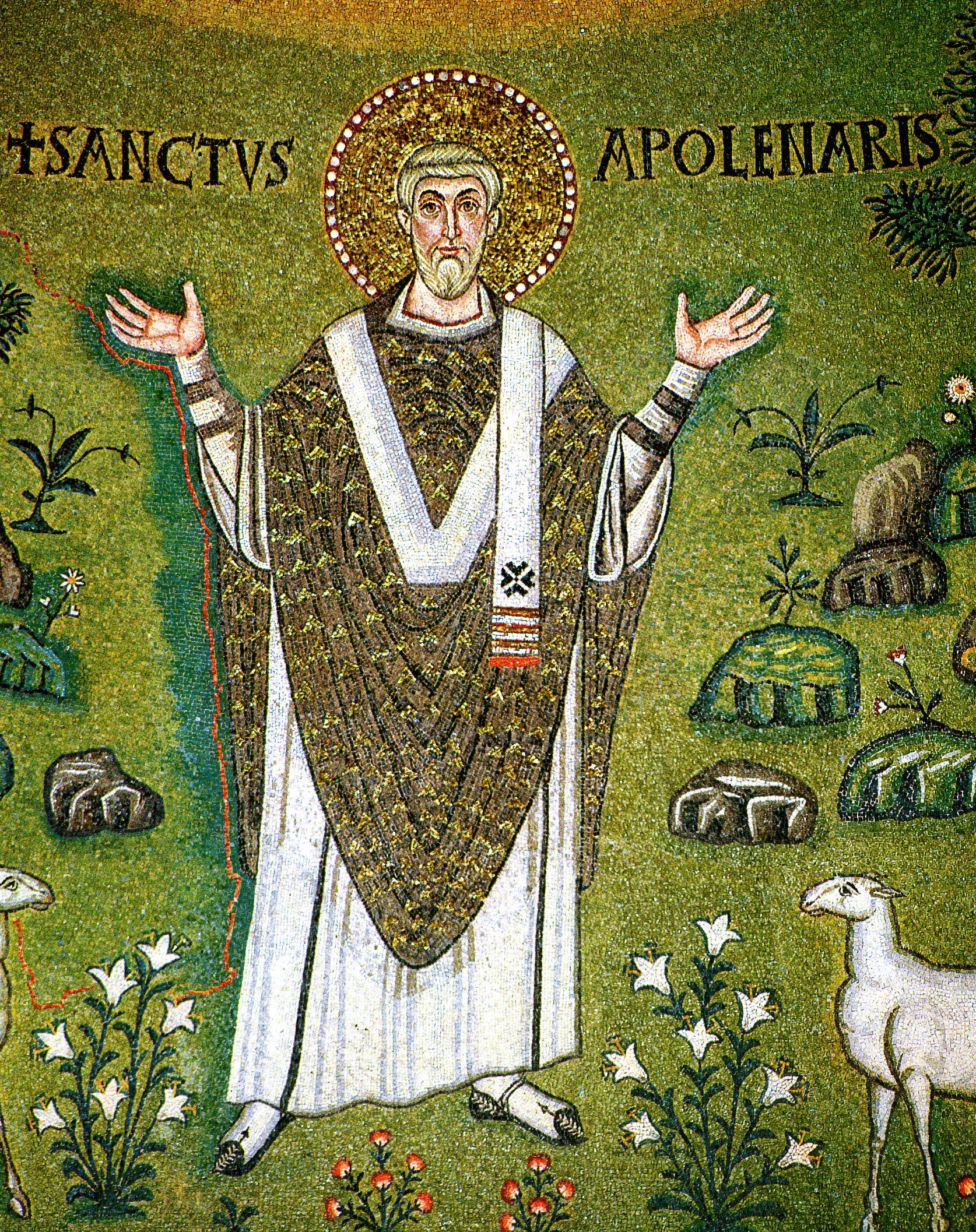
Saint Apollinaire, Ravenne, VIe siècle.
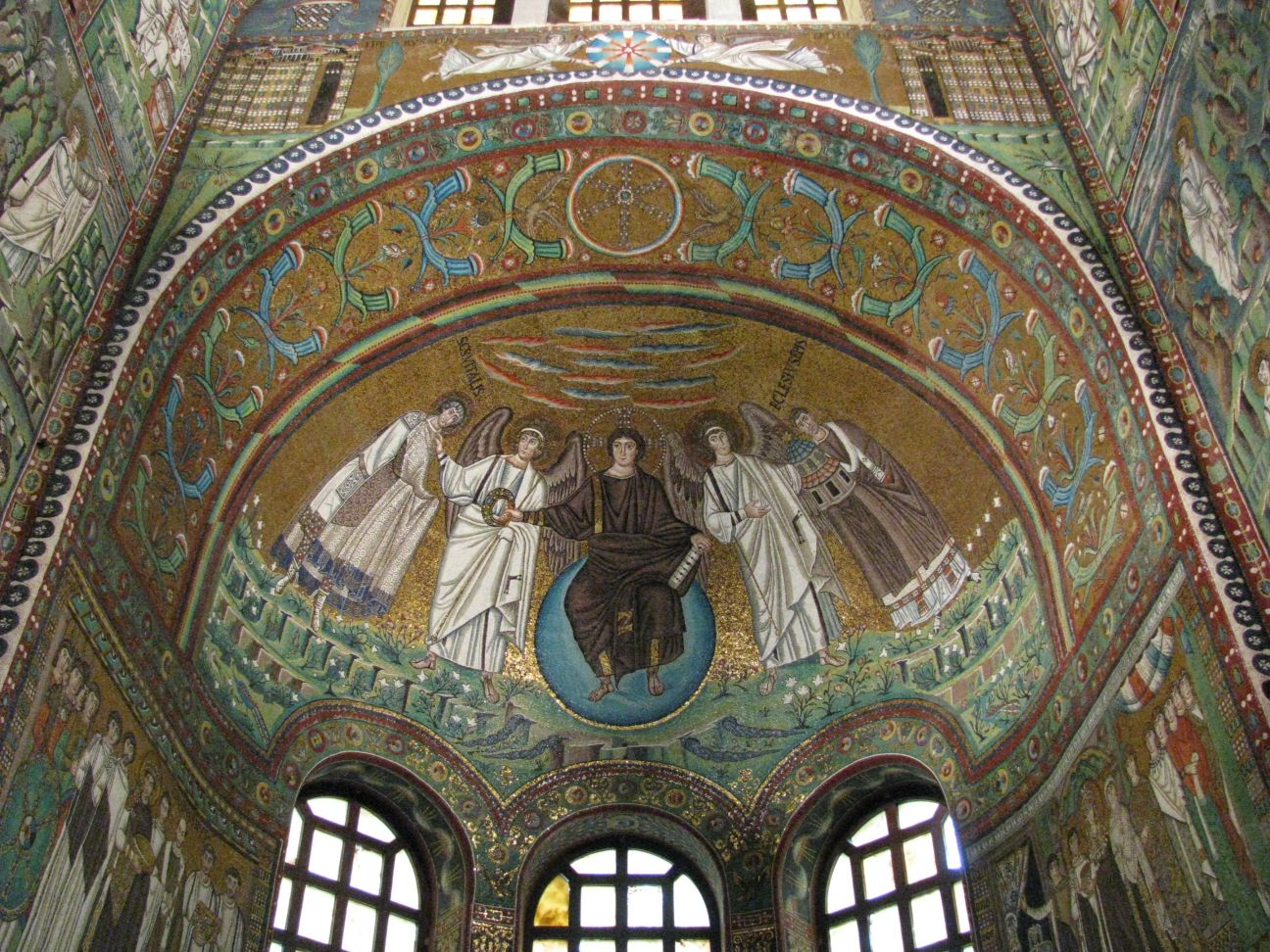
Pendentif (architecture), Saint-Vital, Ravenne, VIe siècle.

#### période iconoclaste de l'Empire byzantin
Le développement de l'art chrétien est interrompu durant la période iconoclaste de l'histoire byzantine, à partir de 723 et jusqu'en 843. Les icônes et les peintures représentant le Christ ou les saints sont détruites dans les églises. Des persécutions sont organisées par les empereurs. De nombreux peintres d'icônes émigrent vers des régions lointaines dans l'empire ou dans des régions voisines : en Cappadoce, en Crimée, en Italie, en partie au Proche-Orient, où ils continuent à réaliser des icônes. En 787 enfin, lors du deuxième concile de Nicée, les iconoclastes sont considérés comme hérétiques et une formulation théologique est donnée à la création d'icônes. Un jour de fête, le dimanche de l'Orthodoxie est institué à partir de 843. Durant cette période iconoclaste, à la place des icônes seule la croix était représentée et, à la place des fresques anciennes, les murs étaient recouverts de sujets décoratifs de plantes et d'animaux, de sujets profanes comme des courses de chevaux que l'empereur Constantin V appréciait beaucoup.

#### Période macédonienne
Après la fin de la période iconoclaste en 843, la création d'icônes reprit aussi bien à Constantinople que dans d'autres villes. De 867 à 1056, la dynastie macédonienne régna sur l'Empire byzantin donnant son nom à la période qui peut être divisée en deux étapes.
- Renaissance macédonienne

Durant la première moitié de la période macédonienne, l'intérêt pour l'héritage antique classique s'accroît. Les œuvres de cette époque se distinguent par le naturel dans la représentation des corps, la douceur du rendu des draperies, la vie sur les visages des sujets. Le meilleur exemple de classicisme est la mosaïque de la Théotokos sur le trône (milieu du IXe siècle) avec l'enfant Jésus à Sainte-Sophie. Celui du rendu naturel est l'icône de saint Thaddée d'Édesse (Xe siècle) au monastère Sainte-Catherine du Sinaï . Durant la seconde moitié du Xe siècle, l’icône conserve les traits classiques mais les peintres cherchent à donner à l'image plus de spiritualité, d'inspiration.

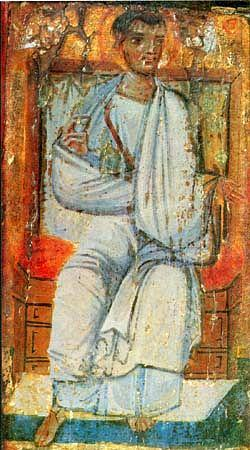
Icône de saint Thaddée d'Édesse, Xe siècle, monastère Sainte-Catherine du Sinaï.
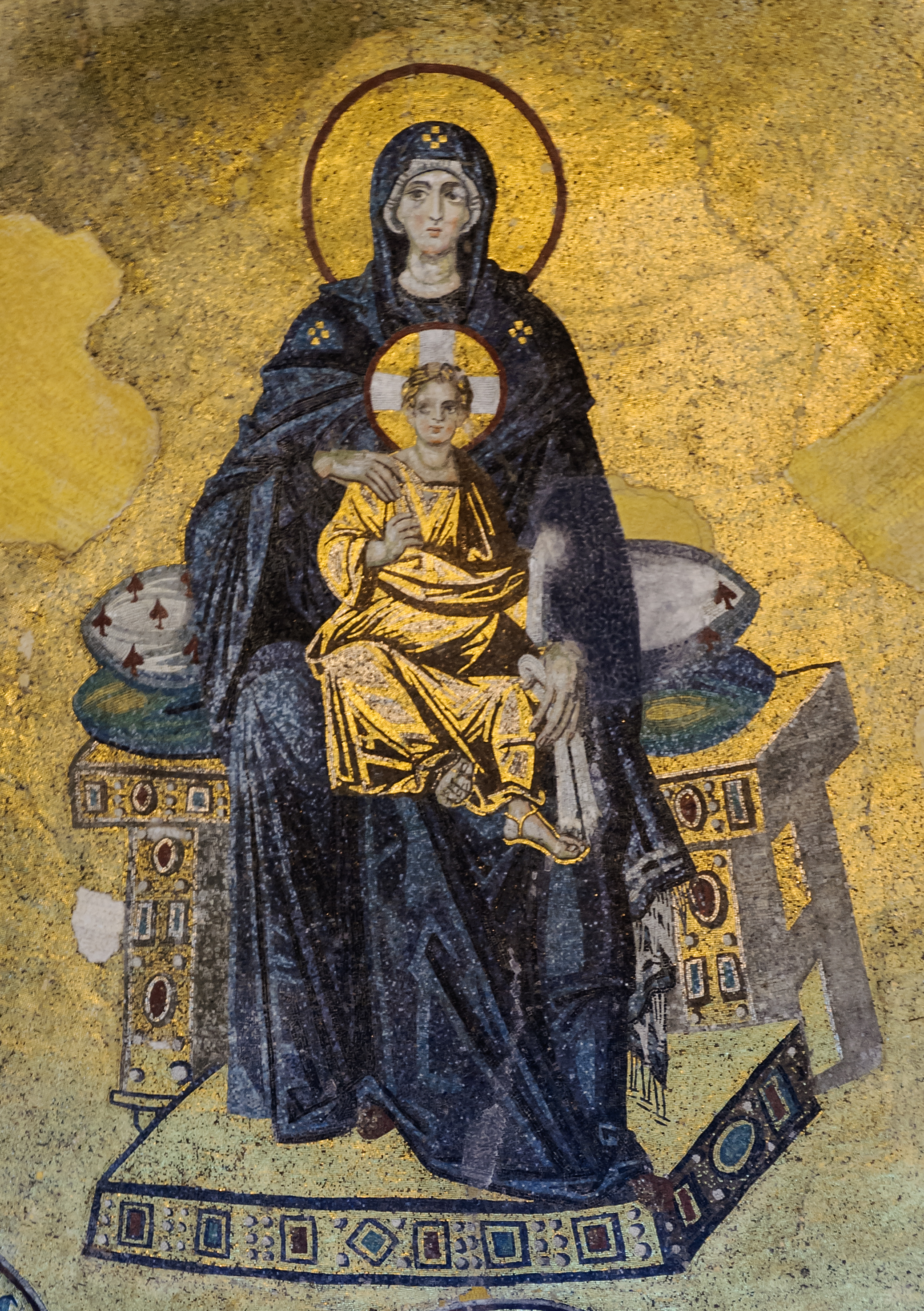
Mosaïque de la Théotokos sur le trône à Sainte-Sophie, IXe siècle.

Lire l'article Art de la dynastie macédonienne à propos de l'art produit durant cette période.
- Style ascétique

Durant la première moitié du XIe siècle, le style des icônes byzantines a changé radicalement dans un sens opposé au classicisme antérieur. Plusieurs ensembles monumentaux de cette époque ont été conservés jusqu'à nos jours : les fresques de l'église de la Panagia Chalkeon à Thessalonique édifiée en 1028, les mosaïques du monastère d'Osios Loukas à Phocide. Au XIe siècle, les mosaïques et fresques de la cathédrale Sainte-Sophie de Kiev et les fresques de Sophie d'Ohrid du troisième quart du XIe siècle, les mosaïques du monastère Nea Moni de Chios sur l'île de Chios (1042-1056).
Tous ces ensembles possèdent des caractéristiques du style ascétique. Les représentations sont débarrassées de tout caractère temporaire ou susceptible de varier. Les visages semblent n'avoir ni sentiment ni émotion à exprimer. Ils sont figés, et les yeux symétriques accentuent cet effet. Les personnages, trapus et lourds, sont représentés dans des poses sévères. Les mains et les pieds sont représentés à une échelle exagérée. Le drapé des vêtements est stylisé, purement graphique, sans mouvement naturel. La lumière est comme surnaturelle, de caractère divin.
À ce courant stylistique peuvent être rattachées de nombreuses enluminures miniatures de livres, comme celles du Psautier de Paris. La tendance ascétique a continué d'exister et réapparaît au XIIe siècle.

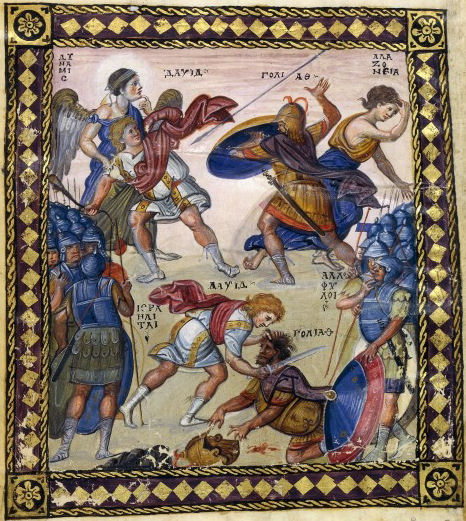
Lutte de David contre Goliath, miniature du Psautier de Paris, Xe siècle.
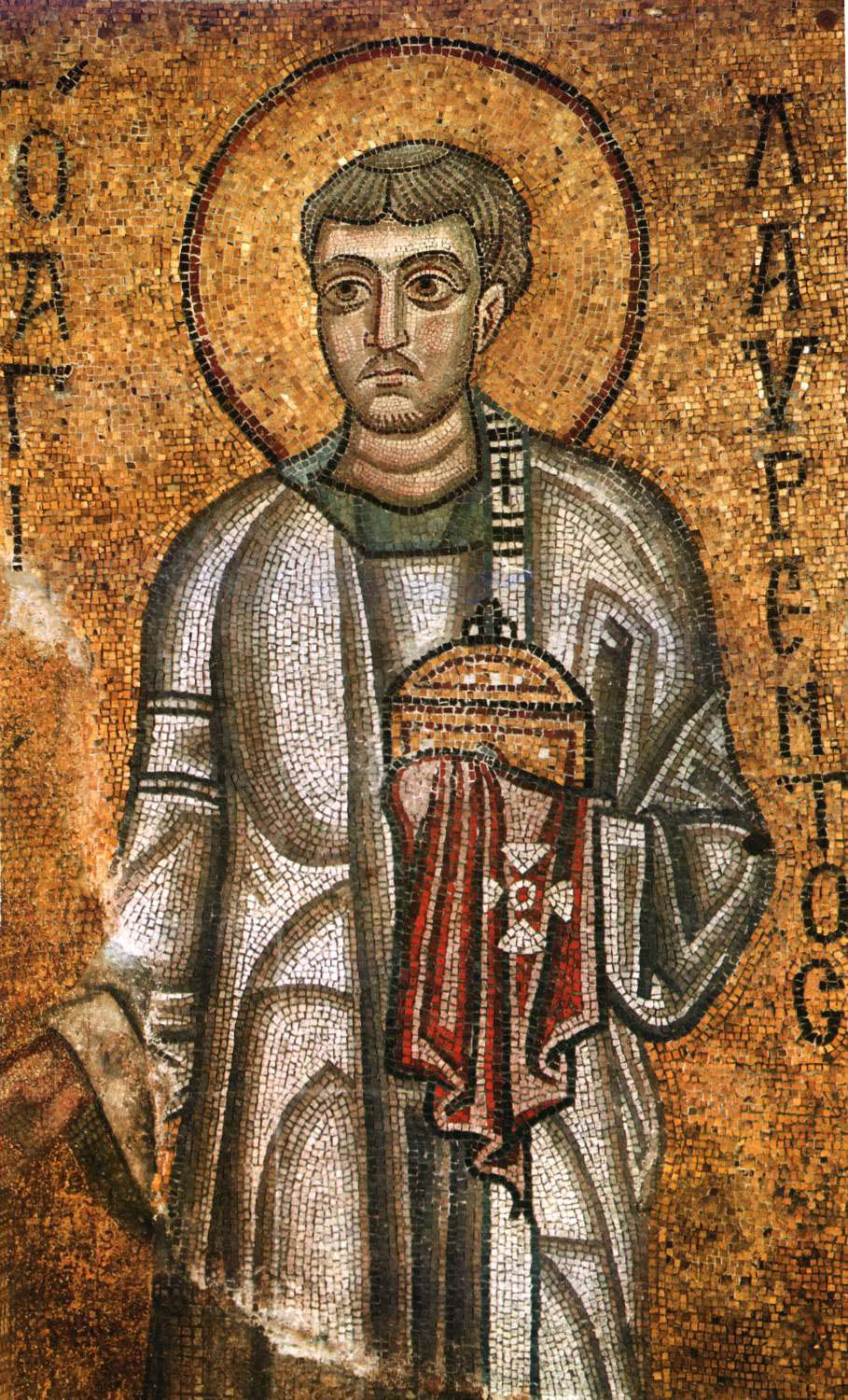
Archidiacre Lavrenti, Sainte-Sophie de Kiev, XIe siècle.
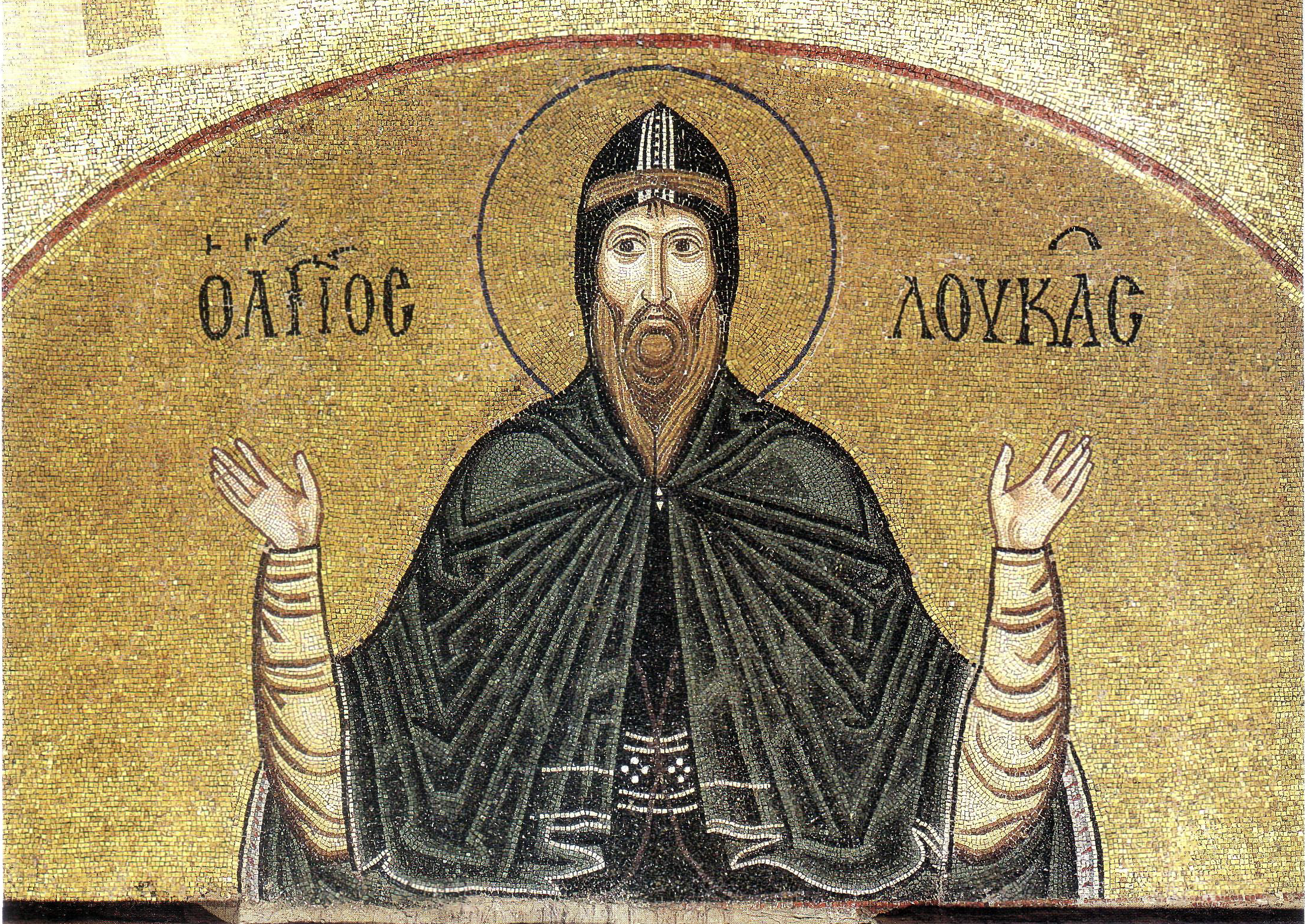
Osios Loukas (nef, lunette sur le mur ouest), XIe siècle.

#### Période Kominovski
La période qui suit celle du style ascétique byzantin est celle de l'art de la dynastie comnène, puis de la dynastie d'Isaac II Ange (1059—1204). Le style et les icônes elles-mêmes de cette époque sont appelées par les exégètes russes style Kominovski, du nom de son descripteur.

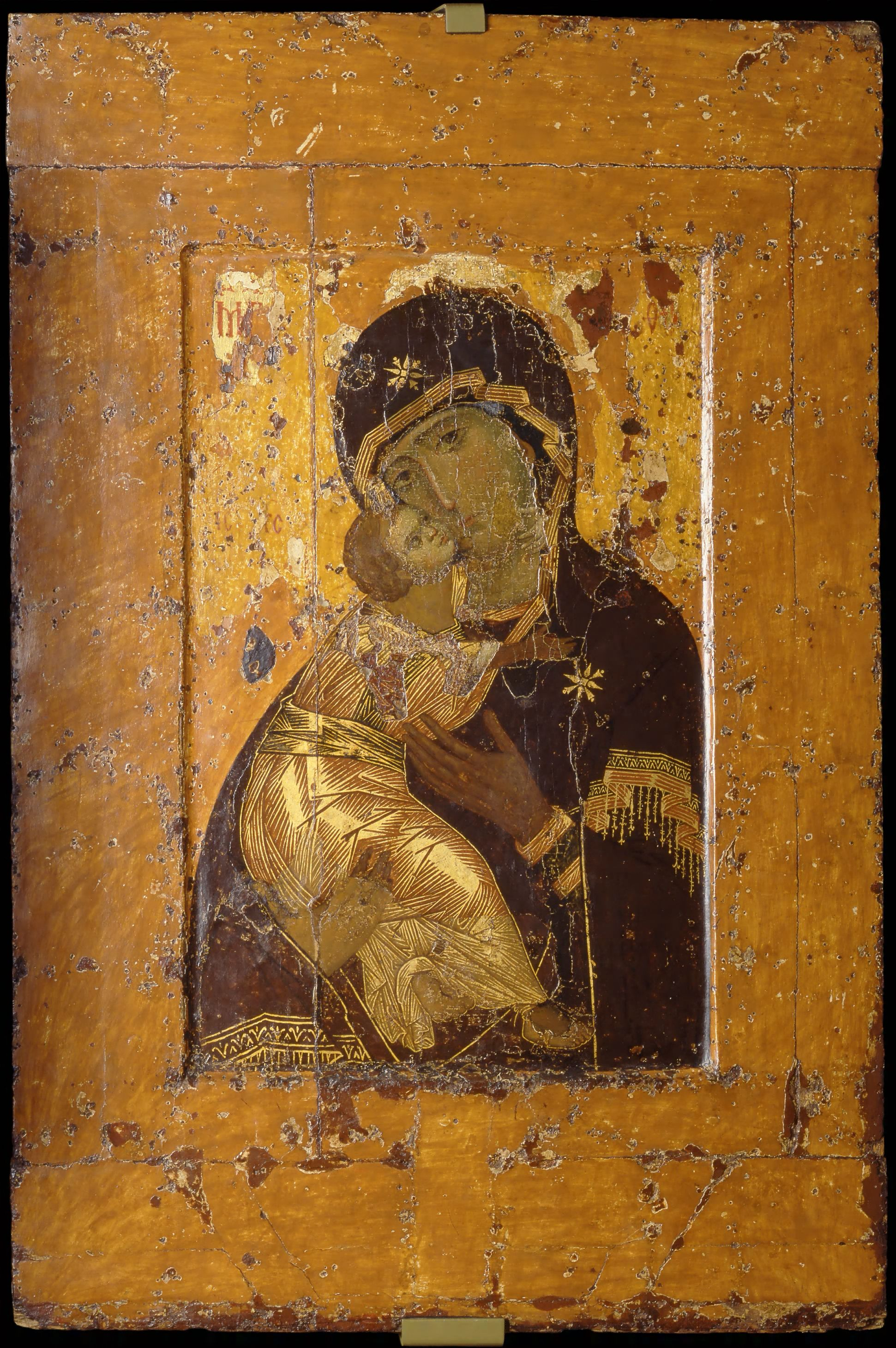
Icône de Notre-Dame de Vladimir, Constantinople, début du XIIe siècle.
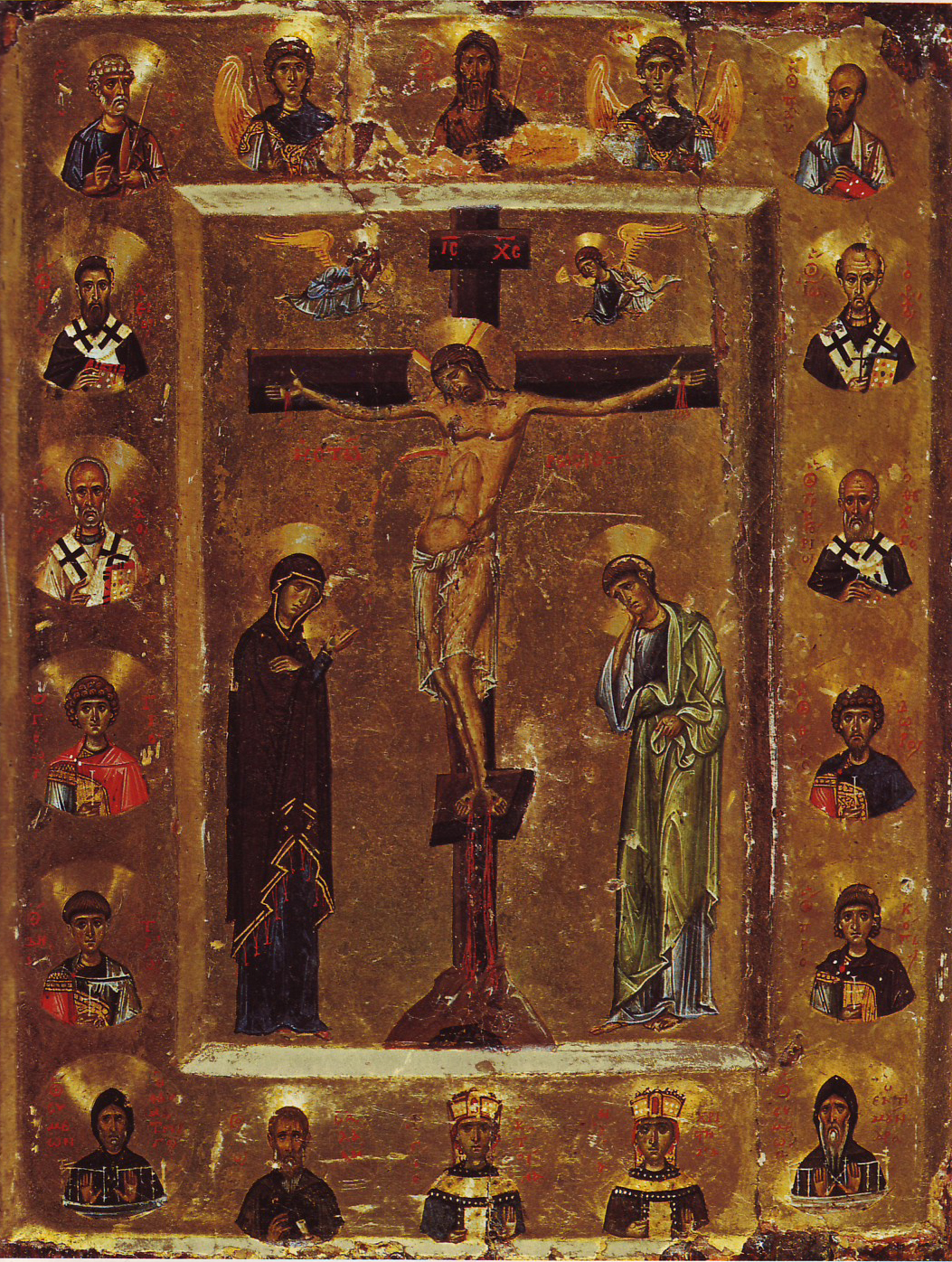
Crucifixion du Christ entouré des saints, seconde moitié du XIIe siècle.
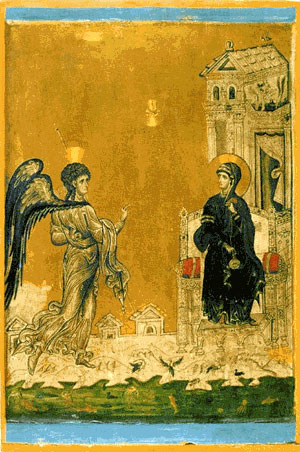
Annonciation, fin du XIIe siècle, Sinaï.
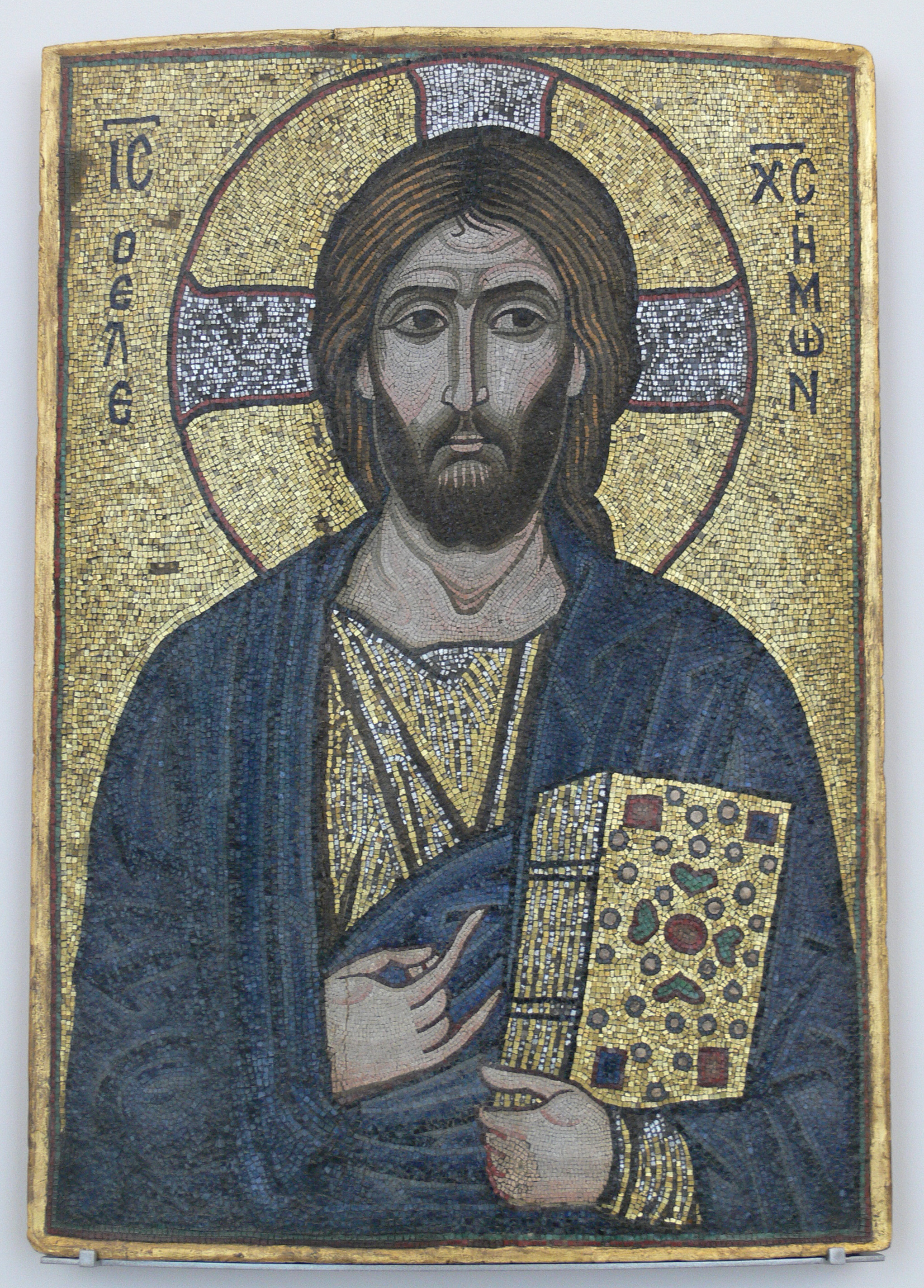
Christ Pantocrator, mosaïque, XIIe siècle.
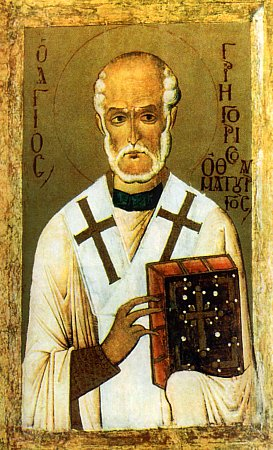
Saint Georges Thaumaturge, XIIe siècle, Ermitage.

#### XIIIesiècle
Le développement de l'art de l'icône et des arts en général est interrompu par la tragédie de 1204, quand les croisés de la quatrième croisade prennent et saccagent la ville de Constantinople. Durant plus d'un demi-siècle, l'empire byzantin survit par ses trois successeurs : l'empire de Nicée, l'empire de Trébizonde et le despotat d'Épire. Tandis qu'autour de la ville de Constantinople est fondé l'empire latin de Constantinople, aux mains des croisés occidentaux. L'art de l'icône ne cessa toutefois de se développer, malgré ces bouleversements politiques. Le XIIIe siècle est marqué par quelques œuvres importantes quant à leur style.
À la fin du XIIe siècle et au début du XIIIe siècle se produisent des changements essentiels dans le style de l'art du monde byzantin. Cette période est simplement et traditionnellement appelée l'« art aux environs des années 1200 ». À la place de la stylisation linéaire et expressive apparaissent des œuvres au caractère paisible et monumental. Les représentations deviennent imposantes et statiques, claires et sculpturales. Un exemple très caractéristique de ce style existe au monastère Saint-Jean-le-Théologien, dans l'île de Patmos. Au début du XIIIe siècle, il existe d'autres exemples au monastère Sainte-Catherine du Sinaï : le Christ pantocrator, la mosaïque de Notre-Dame Hodégétria, Michel (archange), Saint Theodore Stratelates et Démétrios de Thessalonique. On trouve dans toutes ces œuvres ces traits du style nouveau, qui les différencient de ceux des styles précédents.
En même temps, apparaît un nouveau genre d'icône : l'hagiographie en peinture. Si auparavant des scènes de la vie de saints étaient représentées sur de longues icônes horizontales des iconostases, sur les ailes de triptyques, elles sont maintenant placées sur le périmètre de la partie centrale de l'icône sur laquelle est représenté le portrait du saint lui-même. Au monastère du Sinaï est ainsi conservée une icône hagiographique de Catherine d'Alexandrie (en pied) et une icône de Nicolas de Myre (en buste).
Dans la seconde moitié du XIIIe siècle, les idéaux classiques prédominent. Les icônes du Christ et de Notre-Dame du monastère de Hilandar à Athos (1260) en sont un bon exemple : la forme est classique, la peinture est complexe, tout est harmonie et nuance. Aucune tension dans l'image, mais un Christ vivant et concret qui paraît calme et bienveillant. Ce type d'icône byzantine conduit à rapprocher le plus possible le divin de l'humain. Vers 1280-1290, l'art poursuit une orientation classique, mais en même temps apparaissent des tendances à la monumentalité, à la puissance, à l'accentuation. Apparaît également un certain pathos. Un exemple de cet art de la fin du XIIIe siècle est l'« évangéliste Mathieu » de la galerie d'icônes d'Ohrid.
- Les ateliers des croisés

Durant la période des croisades apparaissent des ateliers créés en Orient par les croisés occidentaux qui produisent leurs propres icônes. Ils réunissent dans leurs œuvres les traits du style roman occidental et ceux de l'art byzantin. Ils reprennent la technique de l'icône byzantine pour réaliser des œuvres plus proches des goûts de leurs clients croisés occidentaux. Le résultat obtenu est un mélange de deux traditions différentes qui ressort de manière particulière dans chaque œuvre (par exemple dans les fresques cypriotes de l'église d'Antiphonitis). Il a existé des ateliers de croisés à Jérusalem, à Acre, sur l'île de Chypre, au monastère du Sinaï.

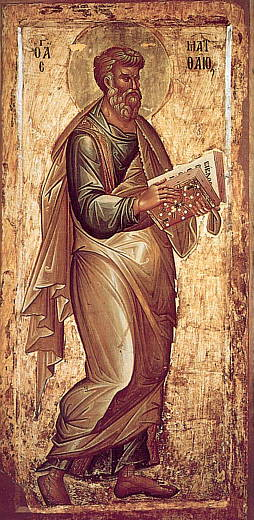
Saint Mathieu, Ohrid, XIIIe et XIVe siècles.
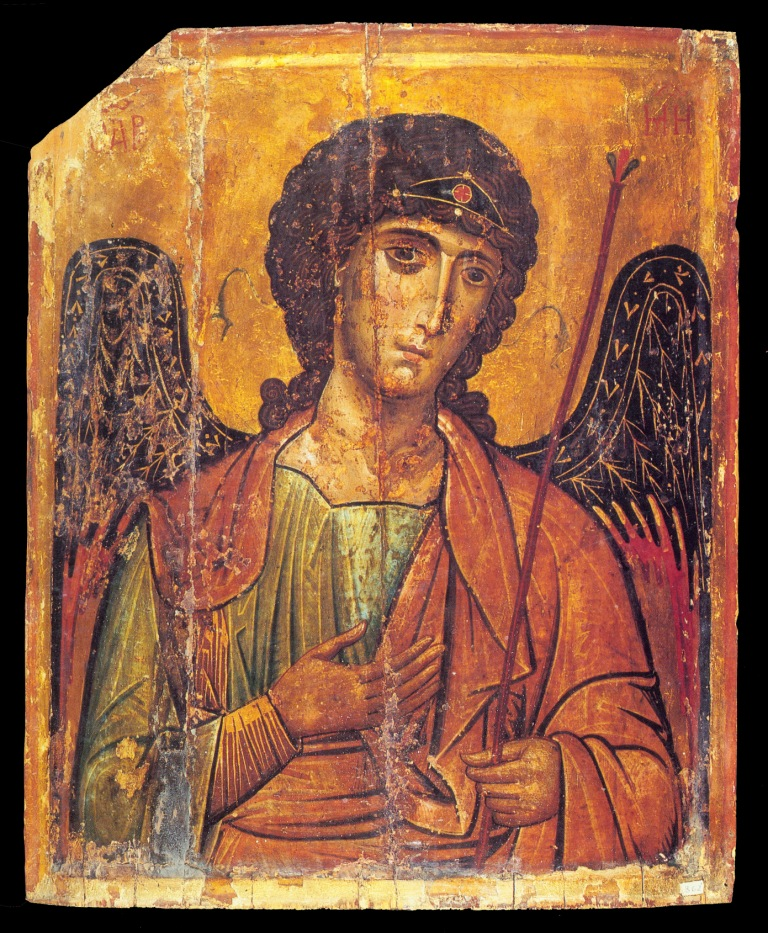
Michel (archange), Sainte Catherine du Sinaï, XIIIe siècle.
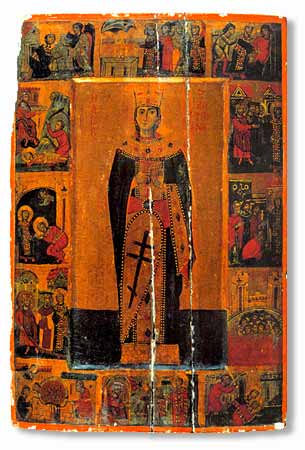
Icône de Catherine au monastère du Sinaï, XIIIe siècle.
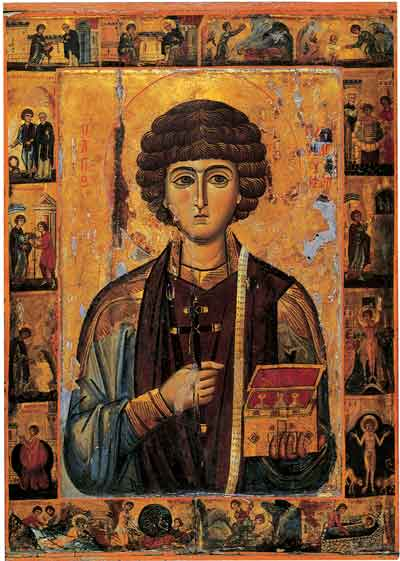
Vie de Saint Panteleimon, monastère Sainte-Catherine du Sinaï, XIIIe siècle.
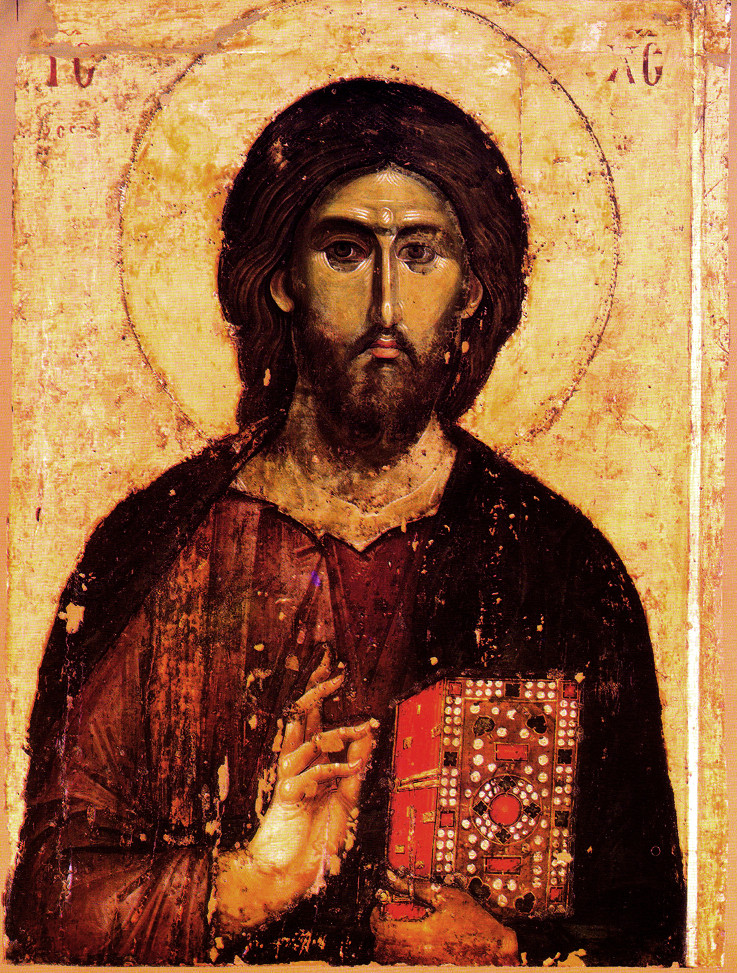
Christ Pantocrator, monastère de Hilandar, 1260.

#### Période Paléologue
- Renaissance Paléologue : c'est ainsi que se dénomme l'art byzantin qui s'épanouit durant le premier quart du XIVe siècle.

La prise de Constantinople en 1204 et l'établissement des barons français en principauté de Morée et des Vénitiens dans les îles de la mer Égée auraient pu provoquer l'écroulement de l'Empire d'Orient. Mais il ressuscite encore une fois sous la dynastie des Paléologues. Le fondateur de la dernière dynastie de l'empire byzantin — Michel VIII Paléologue — retourne à Constantinople aux mains des Grecs en 1261. Son successeur Andronic II Paléologue règne de 1282 à 1328. 
À la cour de ce dernier se développe et s'épanouit un art somptueux et raffiné typique d'une culture de courtisans de palais jouissant d'une excellente éducation et séduits par la littérature ancienne et les arts. 
Cette renaissance n'a pas produit de monument comparable à Sainte-Sophie (Constantinople), mais a profondément renouvelé la décoration. L'ensemble des mosaïques de la petite église de Chora, le Saint-Sauveur-in-Chora est l'œuvre la plus typique de l'époque. Elles sont exécutées sous Andronic II Paléologue. Ainsi la mosaïque du Christ avec Théodore Métochitès qui était grand logothète et s'est fait représenter coiffé d'un immense turban, offrant au Christ un modèle de l'église en qualité de ktitor.  
L'icône conserve son contenu religieux, mais l'art des peintres prend une forme très esthétisante et subit une forte influence des exemples antiques. Des icônes de mosaïque miniature sont réalisées soit pour de petites chapelles, soit pour des clients nobles. Les images sont très belles et le travail miniature est étonnant d'habileté. Le musée de l'Ermitage possède plusieurs icônes de ce type dont une représentant saint Théodore Stratilat. 
La plupart des icônes sont réalisées suivant la technique du tempera. Elles sont toutes différentes, évitant la répétition de sujets. Il s'en trouve à Ohrid et au musée byzantin de Thessalonique. Une œuvre remarquable de l'époque est l'icône des douze apôtres au musée des Beaux-Arts Pouchkine. Les apôtres y apparaissent tels des savants, philosophes, historiens, poètes vivant à la cour de l'empereur, chacun d'eux bien individualisé par les traits de son visage.
Ces icônes sont caractérisées par leurs proportions parfaites, la souplesse des gestes, le caractère imposant des statures, la lecture facile du sujet. L'aspect "représentation" de personnages dans l'espace dans des situations concrètes où ils communiquent leur message est important.
La fresque de l'époque présente des traits similaires. Mais l'époque Paléologue a apporté beaucoup d'innovations dans le domaine de l'iconographie. De nombreux nouveaux thèmes et cycles narratifs qui se distinguent nettement de l'art qui a précédé. Les sujets sont empruntés aux évangiles apocryphes, à la Bible et à la liturgie. Ils prennent l'habitude de transposer en image les versets de l'Hymne acathiste en l'honneur de la Mère de Dieu. Les notations pittoresques architecturales ou paysagistes se multiplient. Les scènes de l'évangile sont traitées comme des scènes de genre. Apparaît aussi une symbolique complexe à partir des textes sacrés et des allégories. À Constantinople, les deux ensembles de fresques et mosaïques de cette époque (début XIVe siècle) sont celles de l'église Pammakaristos et de l'église du Saint-Sauveur-in-Chora. Dans la représentation de la Mère de Dieu apparaissent des détails narratifs jusqu'alors inconnus dans les icônes, des détails touchants et naïfs tel l'épisode des sept premiers pas de la Vierge Marie. 

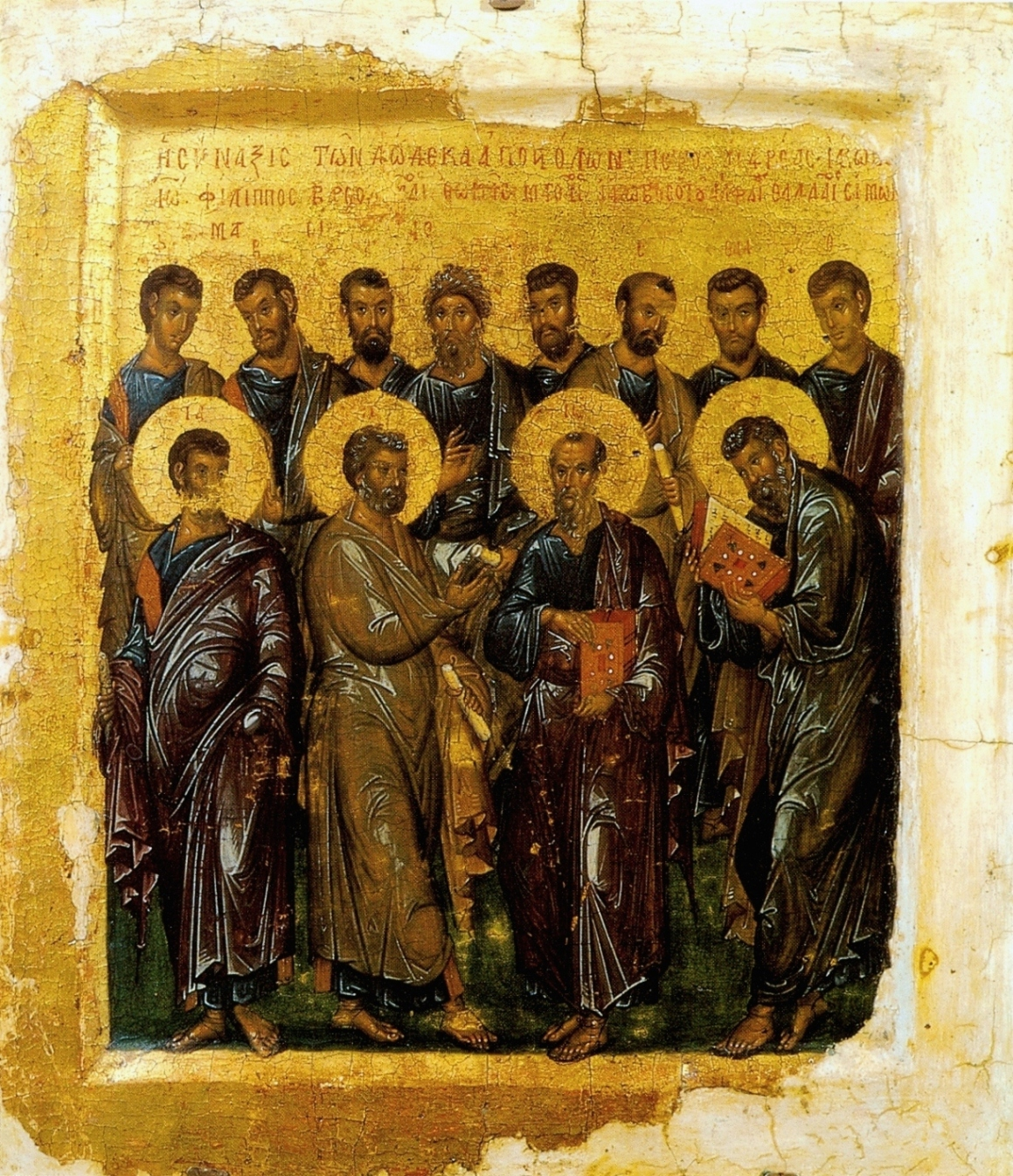
Icône des douze apôtres au musée des Beaux-Arts Pouchkine.
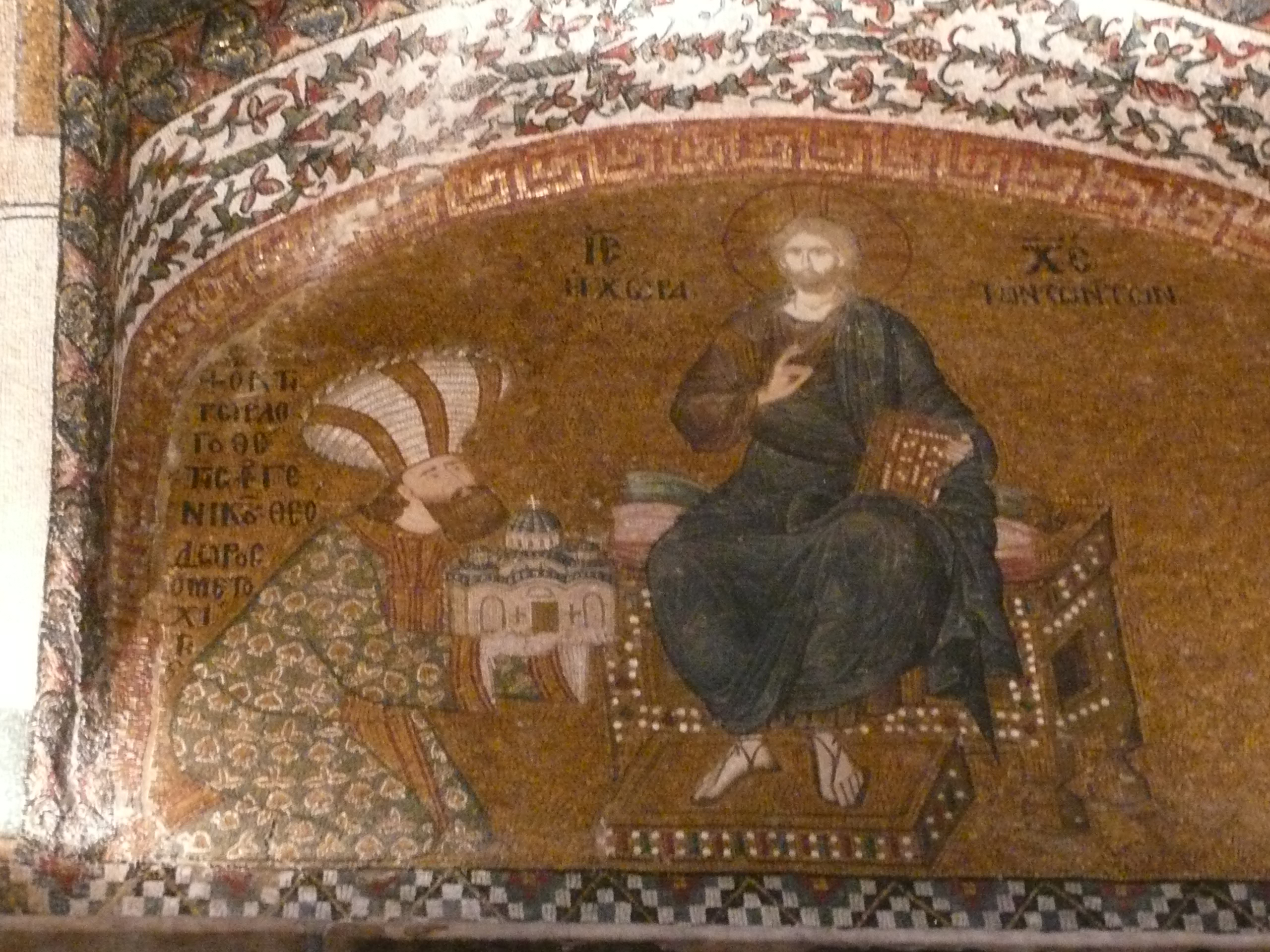
Église de Chora, Constantinople (6)
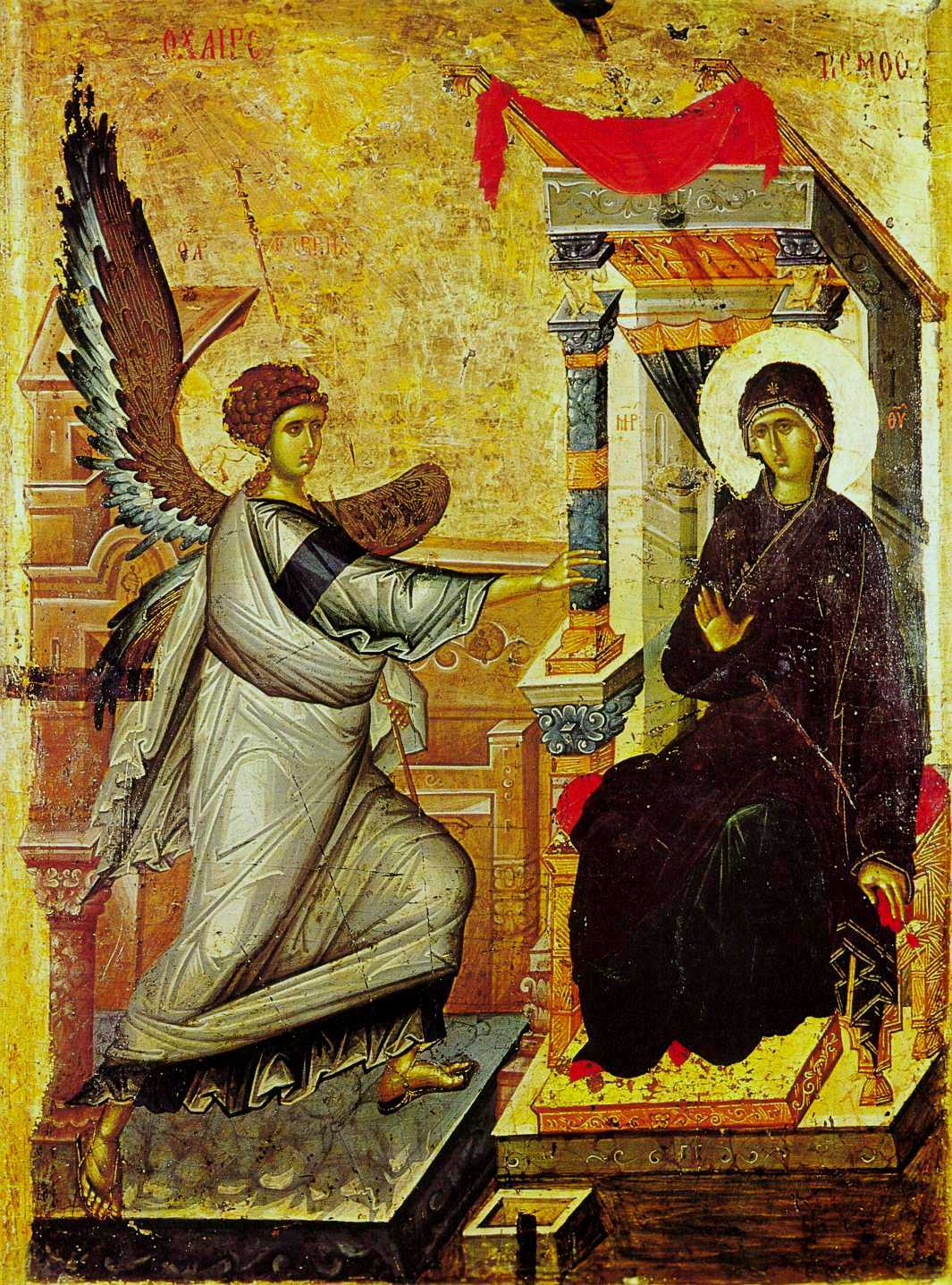
Icône de l' « Annonciation» de l'église Saint-Clément à Ohrid, XIVe siècle.

- Période des débats sur la « nuée lumineuse »  (Évangile de Jésus-Christ selon Matthieu, (Mt 17,1-13)

Entre 1330 et 1340, au XIVe siècle, la situation à Byzance se modifie et cela se marque immédiatement dans les caractéristiques de l'iconographie.

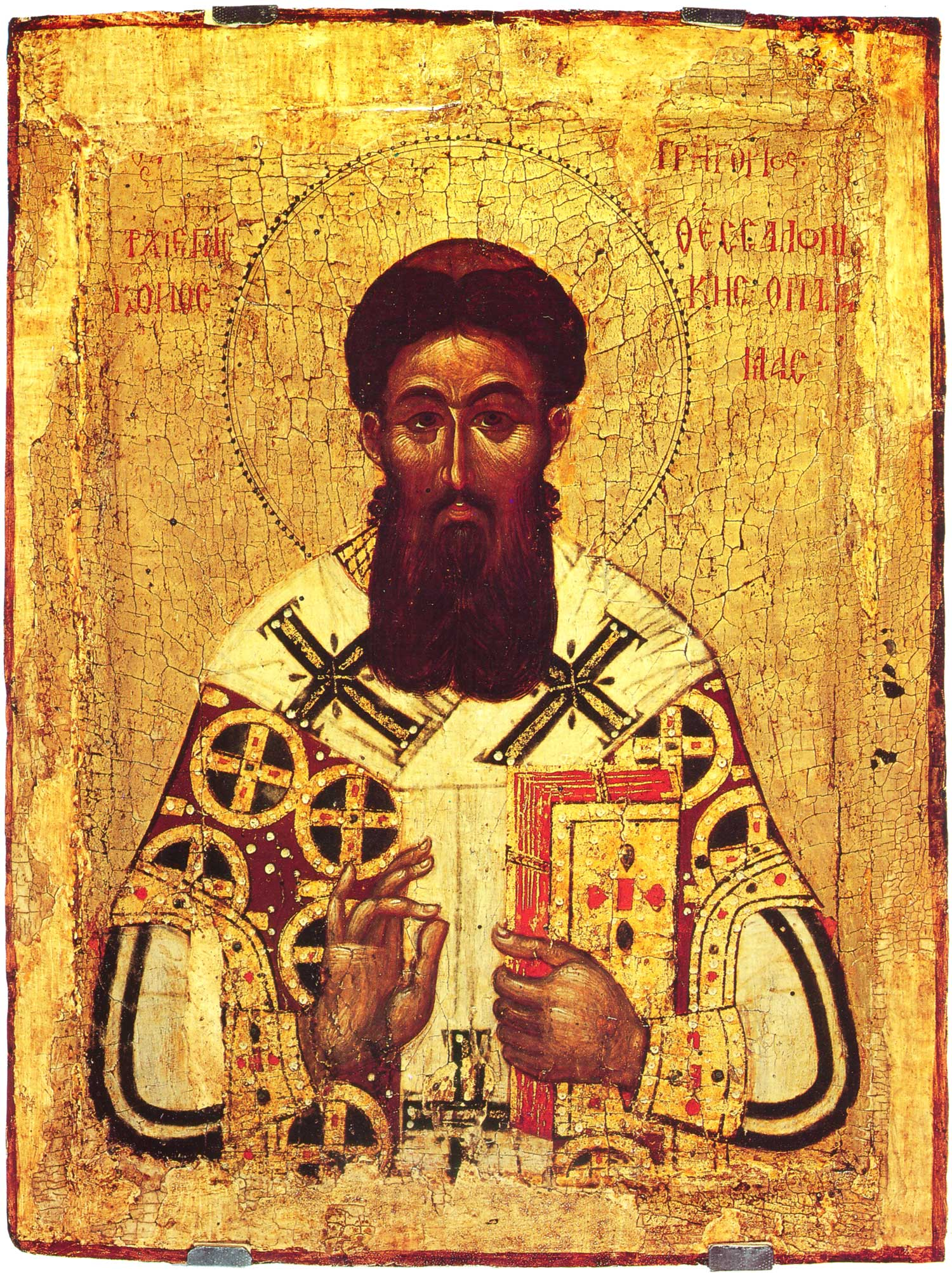
Icône de Grégoire Palamas première moitié du XIVe siècle.

L'époque de la « renaissance » de l'art et de la culture humaniste à la cour impériale prend fin. Une controverse survient entre le moine Barlaam le Calabrais, arrivant d'Italie à Constantinople, et Grégoire Palamas, moine savant d'Athos. Barlaam, avait été éduqué en Europe occidentale et concevait la vie spirituelle et de prière de manière fort différente de Palamas. Leurs idées divergeaient principalement sur le problème de la possibilité pour l'homme d'entrer en communion avec Dieu. Barlaam privilégiait le côté humaniste et niait la possibilité d'une quelconque liaison mystique entre l'homme et Dieu. C'est pourquoi il niait la possibilité de la pratique spirituelle de l'hésychasme telle qu'Athos la présentait suivant la tradition chrétienne orientale de la prière. Les moines d'Athos croyaient qu'en priant ils accédaient à une vision de la lumière divine, celle-là même que les apôtres avaient vu sur le mont Thabor au moment de la Transfiguration du Christ. Cette lumière (appelée « lumière de Thabor », ou « nuée lumineuse ») était interprétée comme une manifestation visible de la puissance divine pénétrant le monde entier, transformant l'homme et lui permettant de communiquer avec Dieu. Pour Barlaam, cette lumière était une matière ou une énergie comme les autres et ne permettait en rien de communiquer avec Dieu par la transformation d'une prétendue énergie divine. La controverse entre les deux moines prit fin à l'avantage de Grégoire Palamas. Au concile de Constantinople de 1352, l'hésychasme fut reconnu comme une vérité et la nuée lumineuse fut interprétée comme une énergie divine, une manifestation de Dieu dans le monde créé.
- Seconde moitié du XIVe siècle

Dans les années 1350, au XIVe siècle, l'iconographie byzantine connaît un nouvel essor non pas seulement en partant de son héritage classique, comme durant la renaissance Paléologue, mais en se fondant sur les valeurs spirituelles portées par l'hésychasme. Les aspects sombres et tendus des icônes des années 1330-1340 disparaissent. Ils font place à la beauté et à la perfection formelle alliées à l'idée de la transfiguration du monde par la lumière divine. Le thème de la lumière, dans ce sens précis, a toujours eu d'une manière ou d'une autre une place importante dans la peinture byzantine. L'hésychasme a rendu ce rôle encore plus important.
Le « Christ Pantocrator » au musée de l'Ermitage est une œuvre de cette époque (1363) créée à Constantinople pour le monastère du Pantocrator à Athos. 
Après 1368, l'icône de saint Grégoire Palamas (musée des Beaux-Arts Pouchkine), présente un vrai portrait, aux traits du visage bien personnalisés et inondés de lumière. 
L'icône de la « Mère de Dieu Perivlepta », exposée au musée de Serguiev Possad, est un autre exemple de cette époque, de ces icônes riches en jeux d'ombres, de lumières et de couleurs.
La faiblesse de l'Empire byzantin et les dangers liés à l'invasion turque ont provoqué une émigration importante des artistes. Durant cette période, les maîtres byzantins peintres d'icônes ont poursuivi leur travail dans le reste du monde orthodoxe, et notamment en Russie. C'est grâce à cela que sont conservées dans les collections nationales russes de nombreuses icônes byzantines de premier ordre, datant de cette époque.
C'est en Russie que fut réalisée la grande icône Louange à Notre-Dame à l'akathiste conservée à la cathédrale de la Dormition au Kremlin de Moscou. La peinture de cette icône se démarque par son éclat, le mouvement des personnages, l'individualisation des traits des visages, la vivacité des regards.
Dans les années 1380-1390, au XIVe siècle, est créé un grand déisis, composé de 7 registres d’icônes et commandées par la Cour de Constantinople pour le monastère Vysotski à Serpoukhov près de Moscou. Actuellement 6 de ces registres sont conservés à la galerie Tretiakov (« Jean le Baptiste » lui se trouve au Musée russe). C'est un exemple classique d'un art superbe par sa forme, rayonnant de joie.
L'« Archange Gabriel » à la tunique bleue et aux ailes pourpres, garnies de rémiges intérieures blanches fait partie d'un des registres de cette iconostase.
Mais il existe également une iconostase attribuée à Théophane le Grec, qui se trouve actuellement à la cathédrale de l'Annonciation au Kremlin de Moscou. Elle est encore plus grande et plus majestueuse que celle du monastère de Vysotski à Serpoukhov. L'image de la Mère de Dieu de cette iconostase au Kremlin est fort semblable à celle de l'icône de Notre-Dame du Don. Cette dernière est également attribuée à Théophane le Grec. Elle se distingue par sa grande douceur et son caractère intimiste rendu notamment par la pose de l'enfant Jésus aux pieds nus posés sur la main de sa mère.

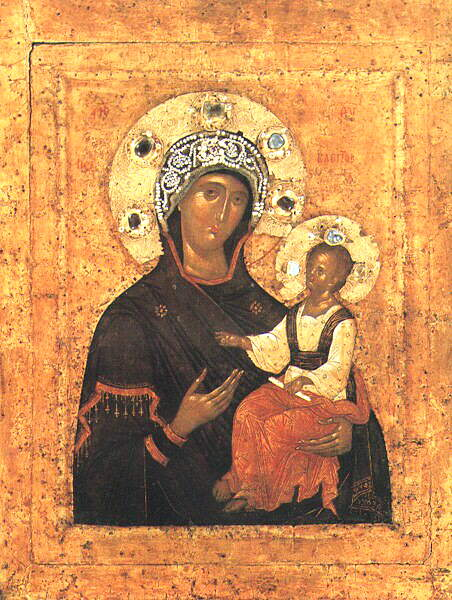
Mère de Dieu Perivlepta. Icône seconde moitié  XIV s. Musée-réserve Serguiev Possad
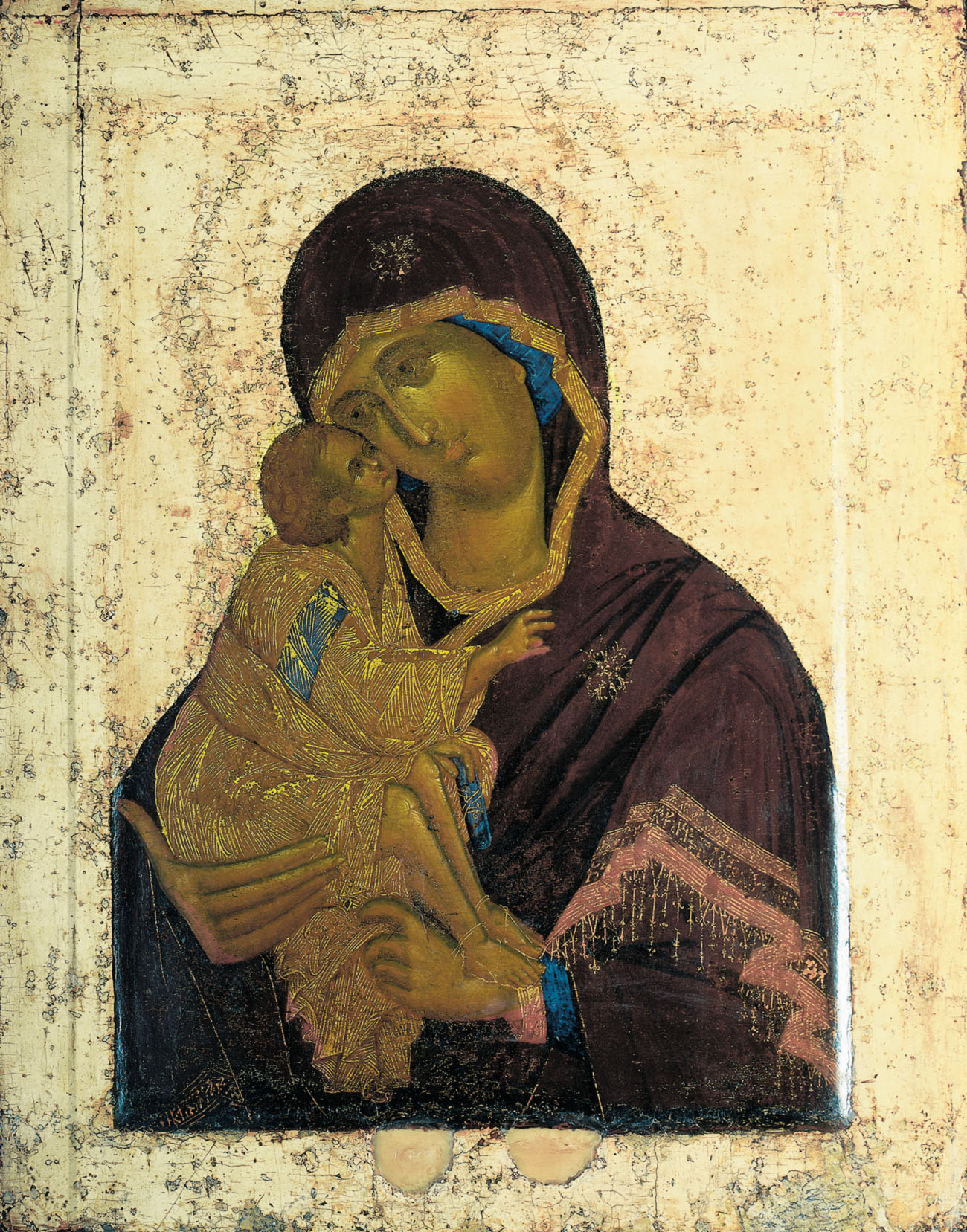
La Vierge du Don. Théophane le Grec(?). Fin XIV. (Galerie Tretiakov)
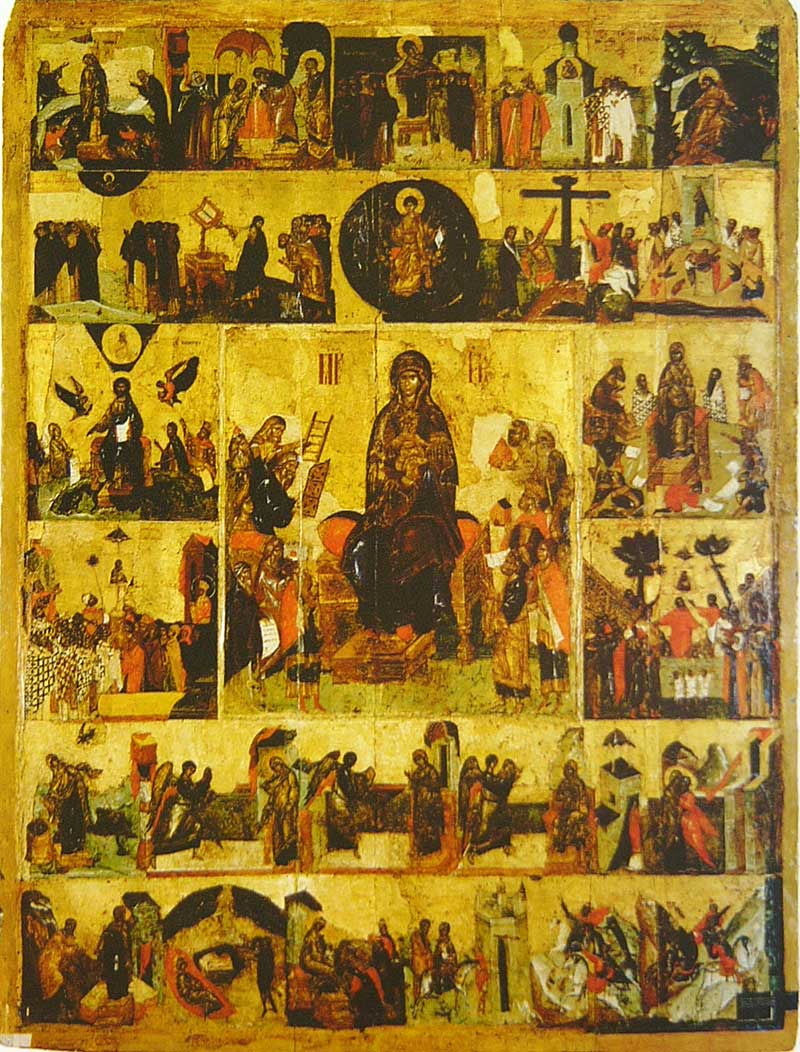
Louange à Notre-Dame à l'akathiste. Icône de la seconde moitié du  XIVe siècle. Kremlin de Moscou, cathédrale de la Dormition.
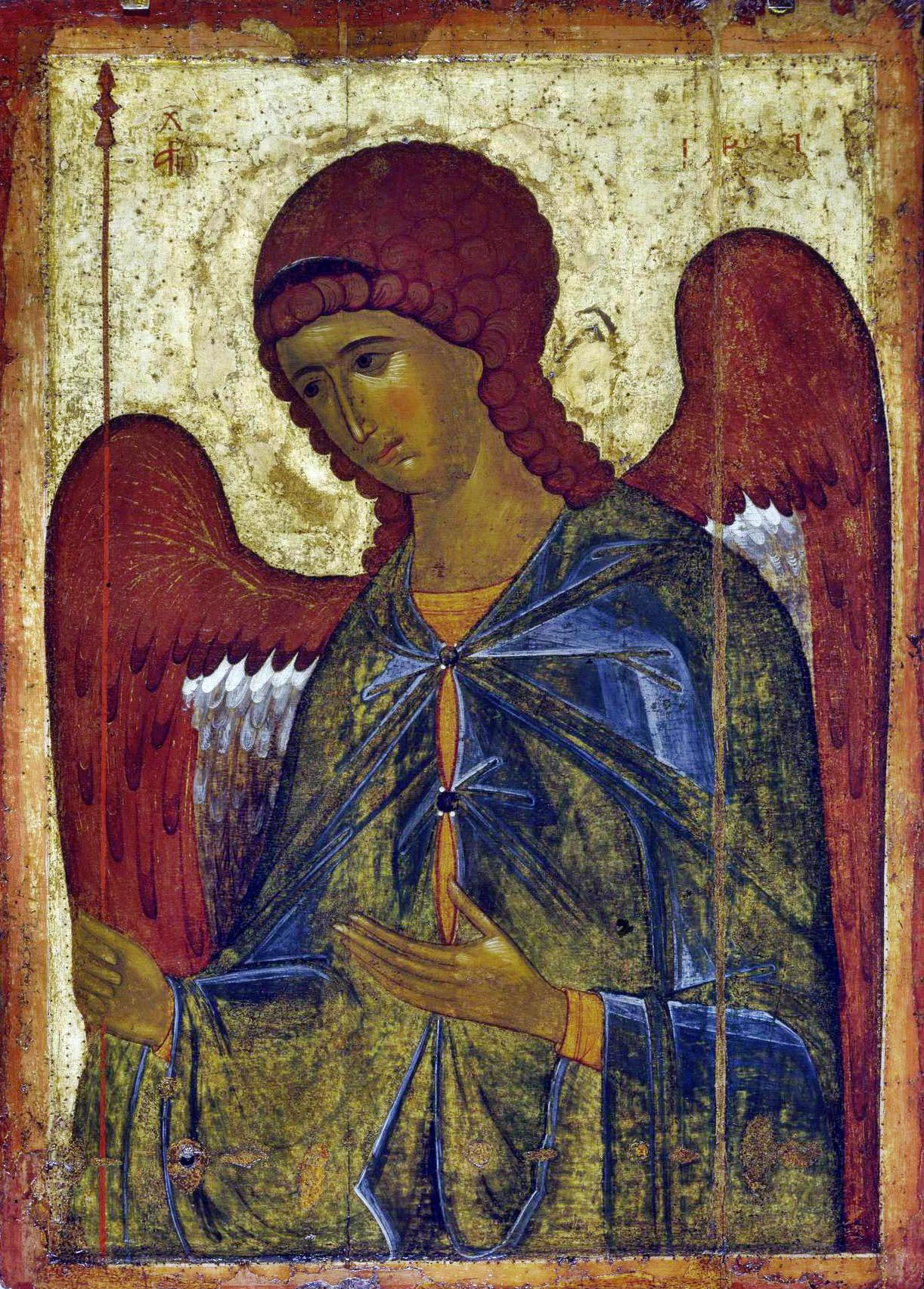
L'Archange Gabriel de Visotski, XIVe siècle. Partie de l'iconostase de Visotski à Serpoukhov.
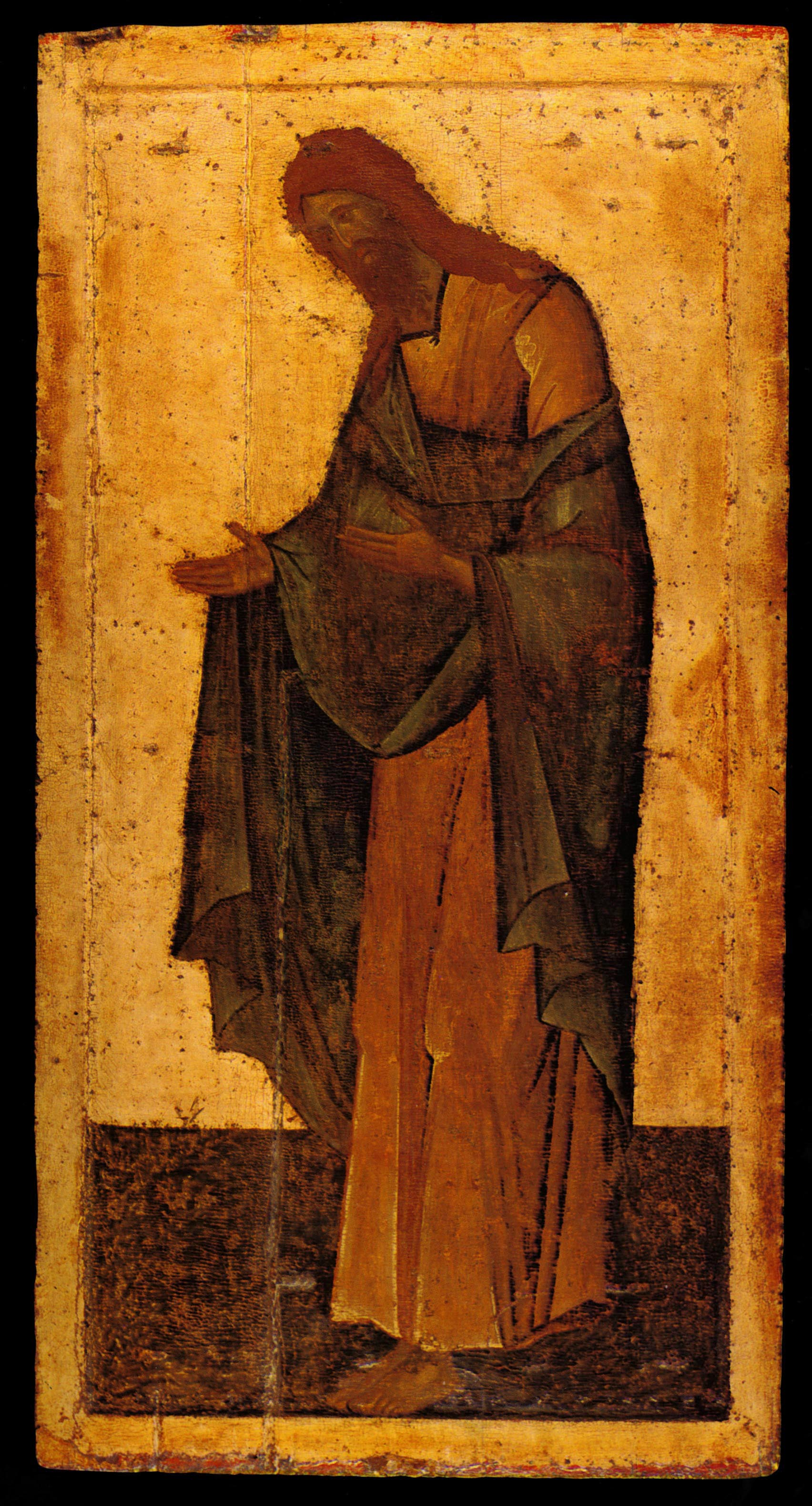
Jean le Baptiste. Icône déisis fin du XIV s de l'Iconostase à 5 registres. Kremlin de Moscou, cathédrale de l'Annonciation de Moscou. Attribuée à Théophane le Grec.
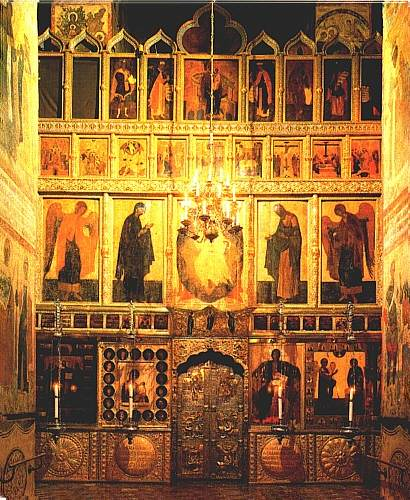
Iconostase à 5 registres attribuée à Théophane le Grec, Kremlin de Moscou, cathédrale de l'Annonciation de Moscou.

- Art du début du XVe siècle

Dans les dernières décennies qui ont précédé la chute de Constantinople prise par les Turcs en 1453, la vie artistique à Byzance se poursuit avec la même intensité mais suivant différents courants.
Le courant classique se retrouve par exemple dans l'icône de sainte Anastasie d'Illyrie du musée de l'Ermitage, œuvre d'un maître de Constantinople ou de Thessalonique. Les teintes de cette icône sont d'une particulière douceur et le visage d'Anastasie se distingue par sa fraîcheur juvénile.
Avec Andreï Roublev, à la fin du XIVe siècle et au début du XVe siècle, débute une grande époque de la peinture d'icône en Russie. Daniil Tcherny a peint avec lui. Théophane le Grec a été leur maître. 

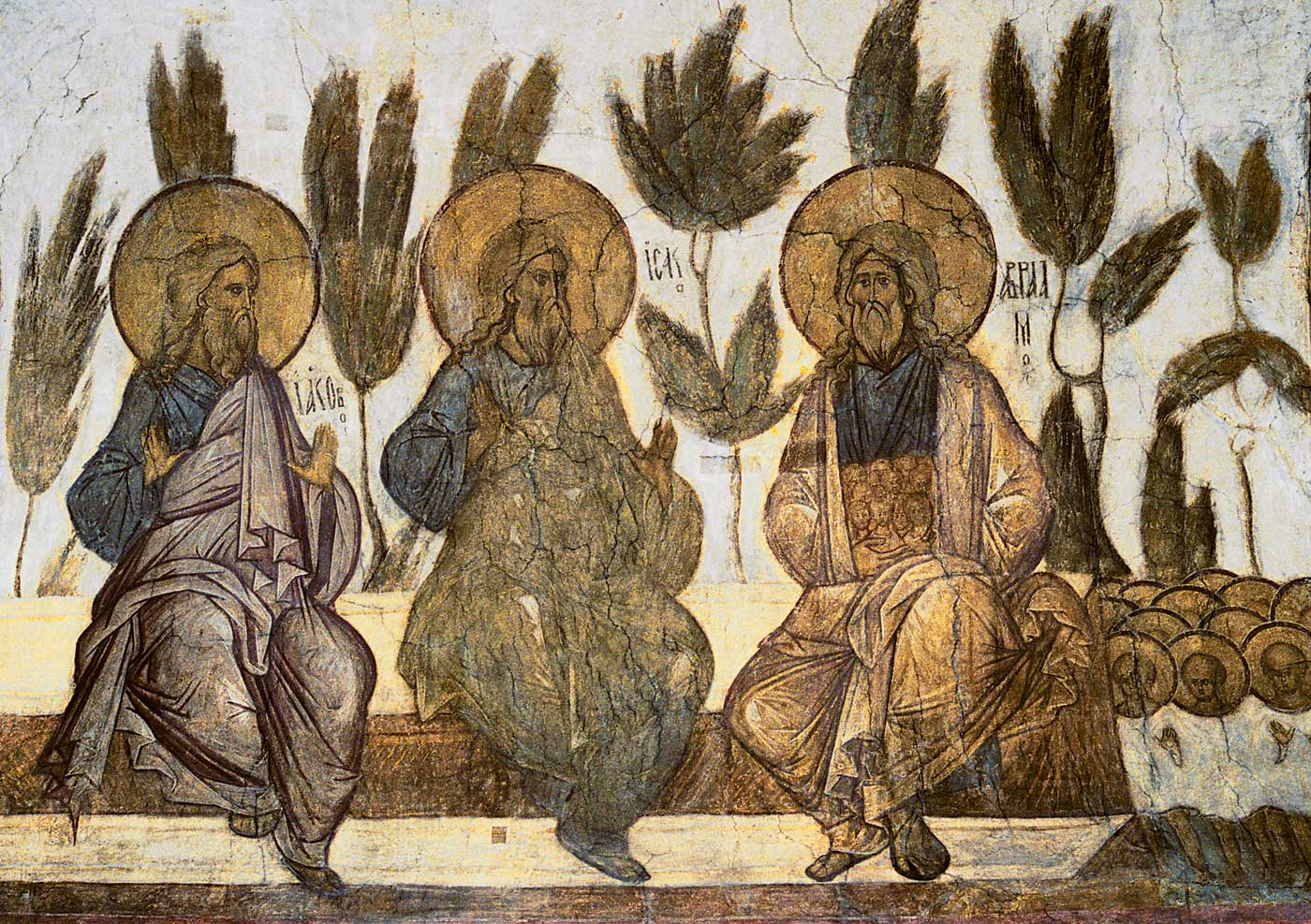
Le sein d'Abraham par Daniil Tcherny
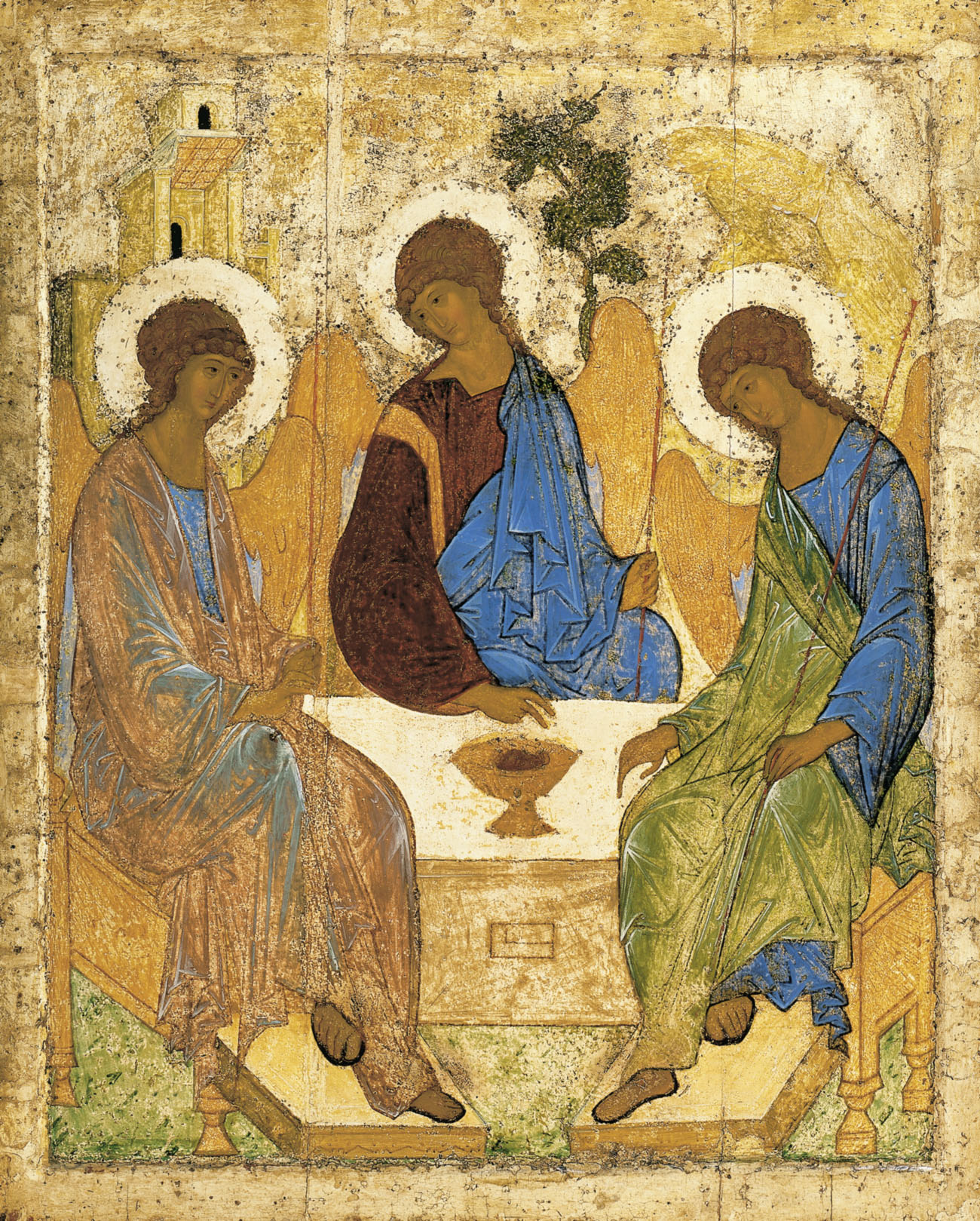
Icône de la Trinité 1410 Andreï Roublev
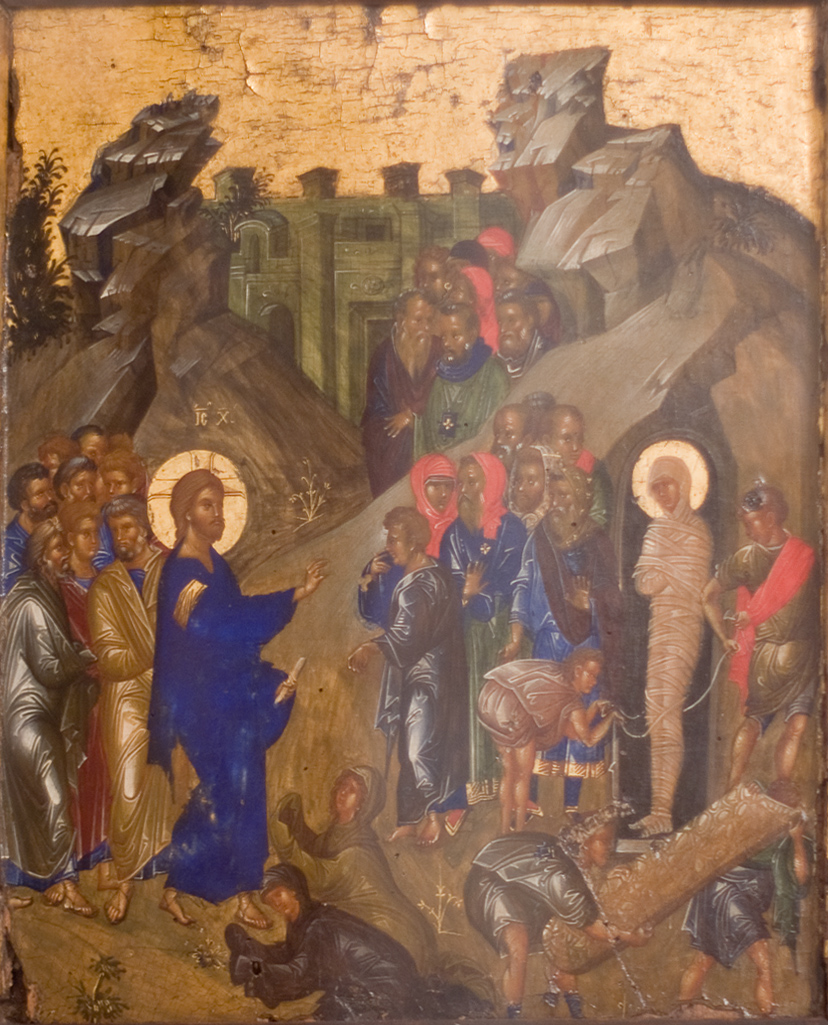
Résurrection de Lazare. Icône de fin du XIV - début XV. Musée russe
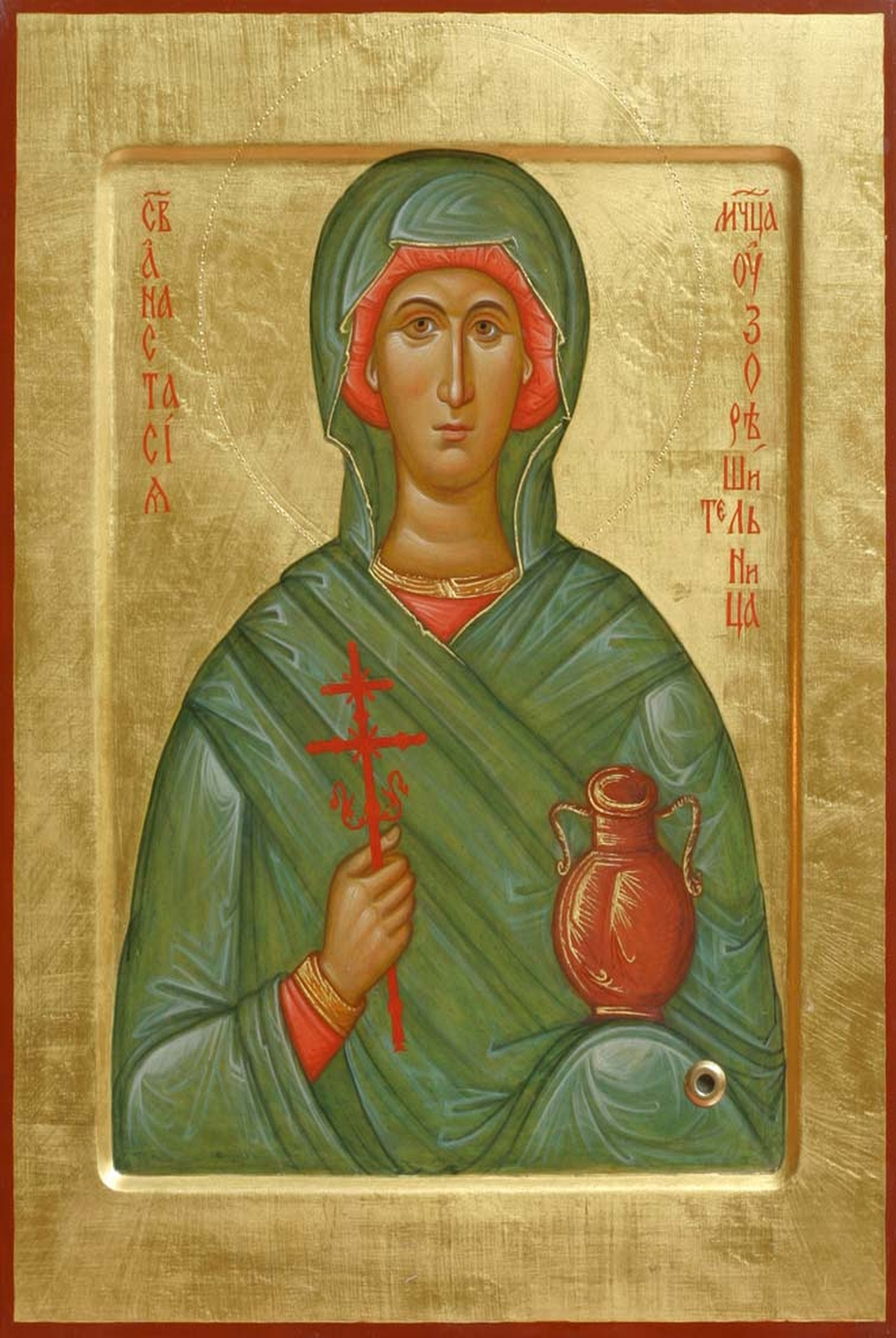
Sainte Anastasie. Début XVe siècle. Musée de l'Ermitage

- Art du XVIe siècle et du début du XVIIe siècle

À partir du début du XVIe siècle l'école crétoise peut être qualifiée de postbyzantine du fait qu'elle mélange les motifs et le style de l'art byzantin avec celui de l'art italien (maniera greca) et (maniera latina). Ses représentants les plus éminents sont Théophane le Crétois, Michel Damaskinos, Le Greco, Georges Klontzas. En 1669 l'île de Crète est conquise par les Turcs et les Vénitiens sont refoulés au profit de populations musulmanes. L'école continue à exister dans les îles Ioniennes. Emmanuel Tzanes et Théodore Poulakis sont deux de ses représentants du XVIIe siècle.

### Ancienne Rus'
L'histoire de l'art de l'icône en Russie peut être divisée en trois périodes :
- pré-mongole ;
- postmongole, après les invasions mongoles des années 1227 à 1240[13];
- Décadence de l'iconographie russe.

Les débuts de la peinture d'icône russe datent de l'époque de la christianisation de la Rus' de Kiev. Les premiers édifices religieux en pierre furent ceux de Kiev et d'autres villes de la Rus', mais également les icônes et les fresques créées par des maîtres byzantins. Dès le XIe siècle il existe une école particulière de peinture d'icône à la Laure des Grottes de Kiev, qui a formé les premiers maîtres iconographes russes : Grigori (peintre d'icônes) et Alipi Petcherski (Kiev, ? — 1114). Les plus anciennes icônes russes ne sont pas conservées dans les édifices religieux du Sud (détruits et pillés lors des invasions tatars) mais bien à la Cathédrale Sainte-Sophie de Novgorod à Novgorod. L'icône a joué un rôle de plus en plus important dans l'ancienne Rus' de Kiev (en comparaison avec les mosaïques et fresques byzantines). Sur le sol russe sont apparues, petit à petit, les rangées ou registres d'icônes superposées pour former des iconostases. La peinture d'icône de la Rous' se distingue par l'expressivité des personnages et la combinaison de grandes surfaces de couleurs différentes. Des particularités apparaissent très tôt dans l'iconographie russe et bien avant le XIVe siècle : à Novgorod, à Pskov et dans d'autres villes ont été créées des œuvres très originales par rapport à l'apport byzantin. Cependant, l'icône russe atteint le sommet de son développement au XIVe siècle et XVe siècle avec ses grands maîtres Théophane le Grec, Andreï Roublev (qui parvient à réunir dans son œuvre l'héritage byzantin et les particularités russes) et Dionisius.
Au XVIIe siècle commence la décadence de l'iconographie russe. Les icônes sont plutôt réalisées sur commande et à partir du XVIIIe siècle la technique de la tempera est peu à peu évincée par la peinture à l'huile. Cette dernière est la technique utilisée par les écoles de peinture occidentales avec ses recherches sur la modélisation en noir et blanc, sur la perspective, sur la proportion réelle du corps humain, etc. L'icône est proche du portrait. Elle attire aussi bien les laïques, les peintres croyants et les non-croyants.
Au début du XXe siècle un regain d'intérêt apparaît pour les icônes anciennes dont la technologie et l'esprit n'avait été conservé pratiquement que par les milieux orthodoxes vieux-croyants. Commence alors l'époque de l'étude savante des icônes surtout comme phénomène culturel, en écartant leur fonction initiale principale.
Après la révolution de février 1917 et sa confiscation par le coup d'État bolchevik d'octobre de la même année, suit la période de répression vis-à-vis de l'Église : de nombreuses icônes furent détruites, brûlées, pillées, vendues, perdues. Le seul endroit où lui était réservée une place dans le « pays de l'athéisme victorieux » était le musée d'art. C'est là qu'elle représentait l'art russe ancien. L'iconographie religieuse n'y recevait malgré tout que des espaces réduits et marginaux, tandis que les tableaux du « réalisme socialiste » illustrant la propagande du régime trônaient aux places d'honneur.
Dans l'émigration, l'association « Icône » à Paris et Maria Sokolova (ru) (1899-1981) jouèrent un rôle important dans la restauration de la tradition de la peinture d'icônes russes, avant que cette renaissance ne gagne toute l'ex-URSS après sa dislocation.

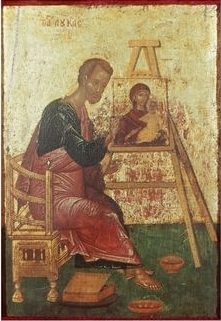
L'évangéliste Luc peignant la sainte Vierge par Michel Damaskinos (XVIe siècle).
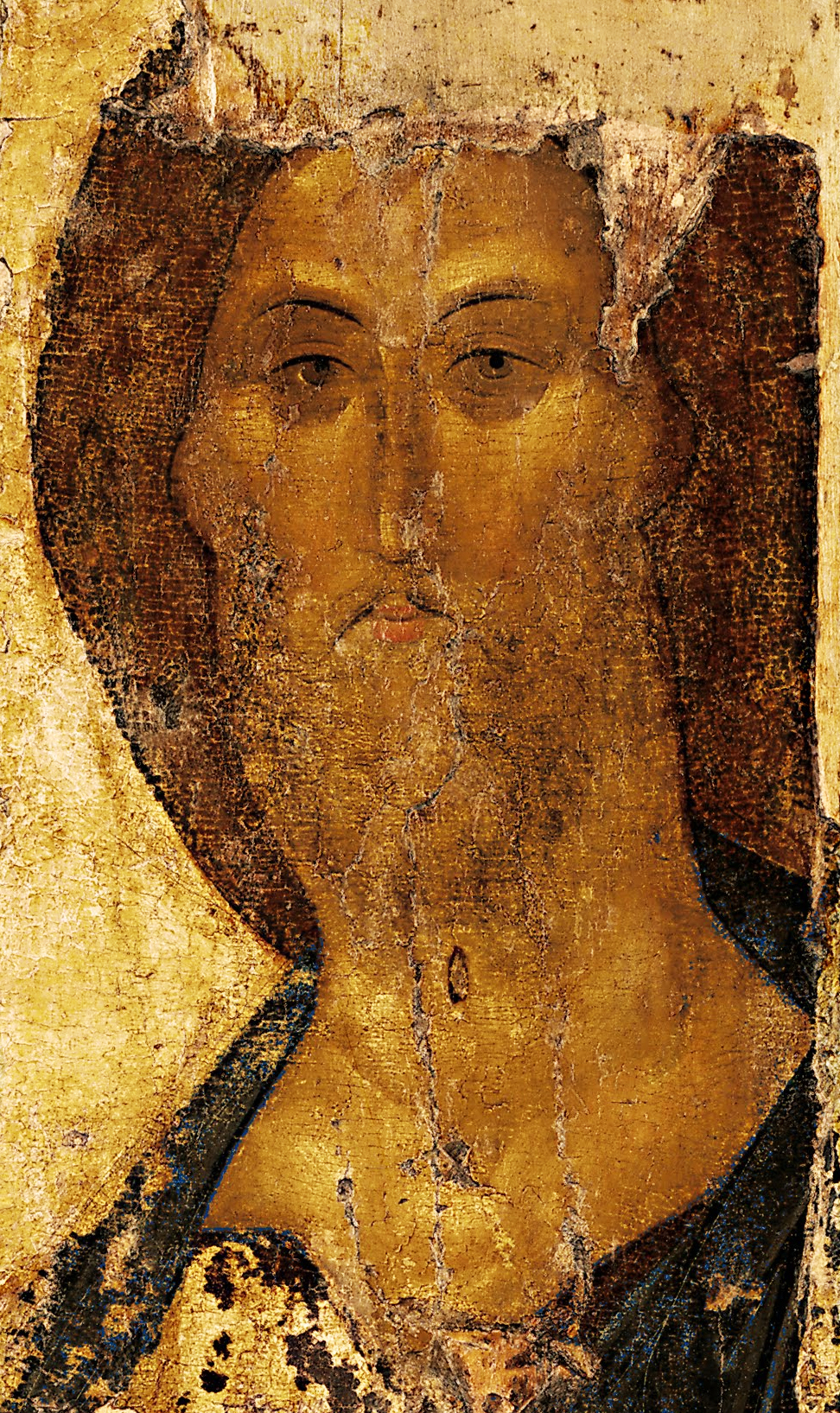
Christ de Zvenigorod. Andreï Roublev. Début XVe siècle.

### Balkans
L'iconographie médiévale du premier Empire bulgare apparaît en même temps que l'adoption du christianisme par les monarques de cet état en 864. Ce royaume englobait alors presque toute la péninsule, côtes exceptées, mais actuelles Serbie, Monténégro, Kosovo, Macédoine, Bulgarie, Roumanie et Moldavie incluses : sa tradition s'enracine dans l'iconographie byzantine déjà présente sur son territoire, mais bientôt, les traditions locales existantes vont y créer un style balkanique propre. La technique est la suivante : sur une base constituée de carreaux de céramique est réalisé un dessin de couleurs vives. Par ailleurs, les personnages de ces icônes diffèrent des personnages byzantins par la rondeur et l'expression vivante du visage. Du fait de la fragilité des matériaux utilisés très peu d'œuvres de ce style sont arrivées jusqu'à nous. Il n'en subsiste que des fragments.
Le Regnum Bulgarorum et Valachorum (royaume des Bulgares et des Valaques, ou « second Empire bulgare » comme on l'appelle aujourd'hui) couvrait lui aussi l'ensemble de ces pays. Deux tendances artistiques y coexistaient : une tendance populaire et la tendance du palais. La première est liée aux traditions locales et la seconde trouve son origine dans l'école de peinture de la capitale de l'empire : Tarnovo. Cette dernière fut influencée par l'art de la Renaissance. Le personnage le plus représenté dans la peinture bulgare est Jean de Rila.
À la fin du XIVe siècle, cet État se fragmente, donnant naissance aux tsarats bulgares de Vidin et de Tarnovo, à la principauté de Valachie, au despotat multiethnique de Dobroudja et à une constellation de joupanats en Macédoine. Un à un, ils tombent aux mains de l'Empire ottoman mais l'iconographie, la littérature et le christianisme orthodoxe permettent de maintenir les consciences nationales locales durant cette longue période, d'autant que les orthodoxes forment alors la nation des « Roum », que tenteront de fédérer les sociétés d'émancipation philhellènes.
C'est sur ces bases qu'à la fin du XVIIIe siècle et début du XIXe siècle apparaissent la Renaissance culturelle grecque, la renaissance bulgare, l'« Éveil » des Serbes ou des Roumains... Ces mouvements intègrent l'art canonique de l'icône et lui apportent à leur tour de nombreux éléments nouveaux. Chaque paroisse, chaque monastère est aussi une école dont les popes et les moines sont les enseignants : ils perpétuent d'abord les écritures, saintes ou laïques, les alphabets grec ou cyrillique, l'art de l'icône et de la fresque, la mémoire des grandes figures du passé (conquérants, philosophes, saints) et l'espérance d'échapper un jour au joug ottoman. Une des écoles les plus réputées est celle de Samokov en Bulgarie, où est né le peintre d'icônes Zaharii Zograf (1810-1853). 

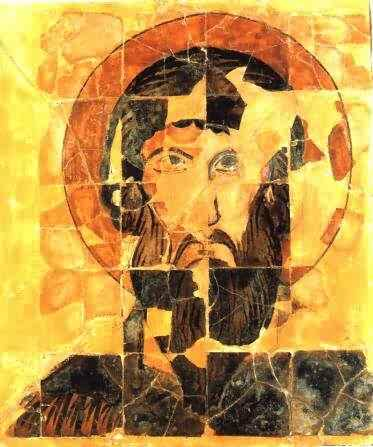
Icône en céramique IX-X s (Théodore Stratilatos)
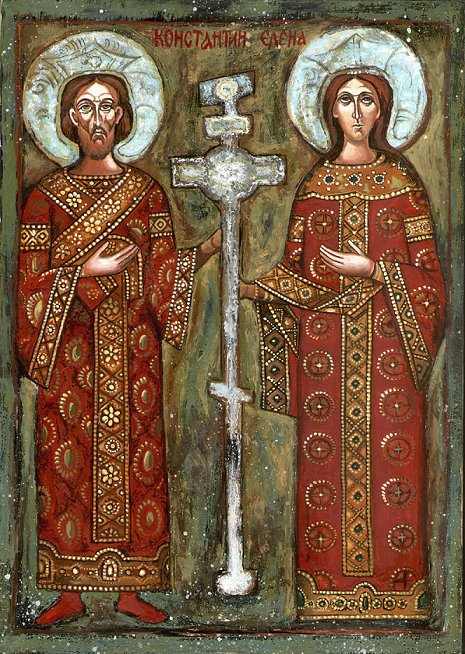
Constantin et Hélène
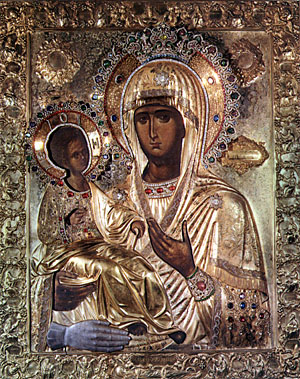
La Mère de Dieu aux trois mains, une icône du palais
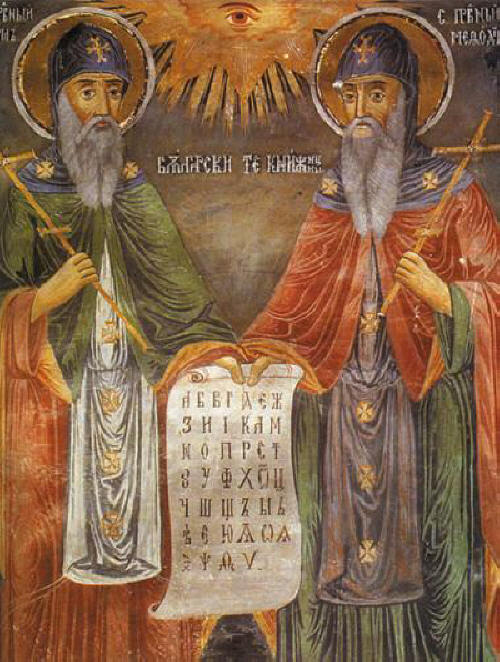
Saints Cyrille et Méthode, 1848, par Zaharii Zograf.

### Caucase et Éthiopie
Les plus anciennes écoles d'iconographie se forment en Géorgie, un des premiers pays à avoir adopté le christianisme.
Avant le XVe siècle, la peinture sacrée éthiopienne est esthétiquement proche de la peinture byzantine par l'intermédiaire de l'art chrétien de l'Égypte copte. Les œuvres les plus anciennes sont marquées par l'absence de recherche de réalisme : la pose des personnages est frontale, solennelle et impassible, on ne trouve aucun relief et aucune partie de paysage ou aucun architecture permettant de localiser la scène. Jusqu'à la fin du XIVe siècle, les habits et les visages sont schématisés. À partir du XIVe et XVe, la peinture évolue, les personnages sont représentés de trois quarts, arbres et architectures font leur apparition ; enfin, les dessins et les couleurs se raffinent et s'efforcent d'améliorer l'aspect décoratif. Sous le règne des Fasilides, après l'établissement de Gondar comme nouvelle capitale de l'Empire éthiopien, la peinture reprend l'esthétique des XIVe et XVe siècles.

## Technique de l’icône
Les icônes byzantines, emblématiques de l'art chrétien oriental, fascinent depuis des siècles par leur profonde spiritualité et leur style distinctif. Au cœur de leur création se trouvent diverses techniques artistiques qui reflètent à la fois la richesse de la tradition et la profondeur de la foi. Parmi ces techniques, la peinture à l'encaustique on distingue.
- La peinture à l'encaustique
- La tempera
- La micro-mosaïque[16]